# Kvävmatt
Den här artikeln använder algebraisk schacknotation för att beskriva schackdragen.
I schack är kvävmatt en speciell typ av schackmatt som utförs av en springare där den mattade kungen inte kan förflytta sig eftersom denna är omgiven (eller kvävd, därav namnet) av sina egna pjäser. Kvävmatt förekommer i praktiken ytterst sällan men det finns ett fåtal exempel från riktiga partier.

## Exempel
Timman vs. Short, 1990
|   | a | b | c | d | e | f | g | h |   |
| 8 | e8 svart torn · g8 svart kung · c7 svart bonde · d7 vit torn · e7 vit bonde · g7 svart bonde · h7 svart bonde · c6 svart bonde · a5 svart bonde · f5 svart bonde · g5 vit springare · c4 vit drottning · g4 svart springare · a3 svart drottning · g3 vit bonde · a2 vit bonde · e2 vit bonde · f2 vit bonde · h2 vit bonde · g1 vit kung | e8 svart torn · g8 svart kung · c7 svart bonde · d7 vit torn · e7 vit bonde · g7 svart bonde · h7 svart bonde · c6 svart bonde · a5 svart bonde · f5 svart bonde · g5 vit springare · c4 vit drottning · g4 svart springare · a3 svart drottning · g3 vit bonde · a2 vit bonde · e2 vit bonde · f2 vit bonde · h2 vit bonde · g1 vit kung | e8 svart torn · g8 svart kung · c7 svart bonde · d7 vit torn · e7 vit bonde · g7 svart bonde · h7 svart bonde · c6 svart bonde · a5 svart bonde · f5 svart bonde · g5 vit springare · c4 vit drottning · g4 svart springare · a3 svart drottning · g3 vit bonde · a2 vit bonde · e2 vit bonde · f2 vit bonde · h2 vit bonde · g1 vit kung | e8 svart torn · g8 svart kung · c7 svart bonde · d7 vit torn · e7 vit bonde · g7 svart bonde · h7 svart bonde · c6 svart bonde · a5 svart bonde · f5 svart bonde · g5 vit springare · c4 vit drottning · g4 svart springare · a3 svart drottning · g3 vit bonde · a2 vit bonde · e2 vit bonde · f2 vit bonde · h2 vit bonde · g1 vit kung | e8 svart torn · g8 svart kung · c7 svart bonde · d7 vit torn · e7 vit bonde · g7 svart bonde · h7 svart bonde · c6 svart bonde · a5 svart bonde · f5 svart bonde · g5 vit springare · c4 vit drottning · g4 svart springare · a3 svart drottning · g3 vit bonde · a2 vit bonde · e2 vit bonde · f2 vit bonde · h2 vit bonde · g1 vit kung | e8 svart torn · g8 svart kung · c7 svart bonde · d7 vit torn · e7 vit bonde · g7 svart bonde · h7 svart bonde · c6 svart bonde · a5 svart bonde · f5 svart bonde · g5 vit springare · c4 vit drottning · g4 svart springare · a3 svart drottning · g3 vit bonde · a2 vit bonde · e2 vit bonde · f2 vit bonde · h2 vit bonde · g1 vit kung | e8 svart torn · g8 svart kung · c7 svart bonde · d7 vit torn · e7 vit bonde · g7 svart bonde · h7 svart bonde · c6 svart bonde · a5 svart bonde · f5 svart bonde · g5 vit springare · c4 vit drottning · g4 svart springare · a3 svart drottning · g3 vit bonde · a2 vit bonde · e2 vit bonde · f2 vit bonde · h2 vit bonde · g1 vit kung | e8 svart torn · g8 svart kung · c7 svart bonde · d7 vit torn · e7 vit bonde · g7 svart bonde · h7 svart bonde · c6 svart bonde · a5 svart bonde · f5 svart bonde · g5 vit springare · c4 vit drottning · g4 svart springare · a3 svart drottning · g3 vit bonde · a2 vit bonde · e2 vit bonde · f2 vit bonde · h2 vit bonde · g1 vit kung | 8 |
| 7 | e8 svart torn · g8 svart kung · c7 svart bonde · d7 vit torn · e7 vit bonde · g7 svart bonde · h7 svart bonde · c6 svart bonde · a5 svart bonde · f5 svart bonde · g5 vit springare · c4 vit drottning · g4 svart springare · a3 svart drottning · g3 vit bonde · a2 vit bonde · e2 vit bonde · f2 vit bonde · h2 vit bonde · g1 vit kung | e8 svart torn · g8 svart kung · c7 svart bonde · d7 vit torn · e7 vit bonde · g7 svart bonde · h7 svart bonde · c6 svart bonde · a5 svart bonde · f5 svart bonde · g5 vit springare · c4 vit drottning · g4 svart springare · a3 svart drottning · g3 vit bonde · a2 vit bonde · e2 vit bonde · f2 vit bonde · h2 vit bonde · g1 vit kung | e8 svart torn · g8 svart kung · c7 svart bonde · d7 vit torn · e7 vit bonde · g7 svart bonde · h7 svart bonde · c6 svart bonde · a5 svart bonde · f5 svart bonde · g5 vit springare · c4 vit drottning · g4 svart springare · a3 svart drottning · g3 vit bonde · a2 vit bonde · e2 vit bonde · f2 vit bonde · h2 vit bonde · g1 vit kung | e8 svart torn · g8 svart kung · c7 svart bonde · d7 vit torn · e7 vit bonde · g7 svart bonde · h7 svart bonde · c6 svart bonde · a5 svart bonde · f5 svart bonde · g5 vit springare · c4 vit drottning · g4 svart springare · a3 svart drottning · g3 vit bonde · a2 vit bonde · e2 vit bonde · f2 vit bonde · h2 vit bonde · g1 vit kung | e8 svart torn · g8 svart kung · c7 svart bonde · d7 vit torn · e7 vit bonde · g7 svart bonde · h7 svart bonde · c6 svart bonde · a5 svart bonde · f5 svart bonde · g5 vit springare · c4 vit drottning · g4 svart springare · a3 svart drottning · g3 vit bonde · a2 vit bonde · e2 vit bonde · f2 vit bonde · h2 vit bonde · g1 vit kung | e8 svart torn · g8 svart kung · c7 svart bonde · d7 vit torn · e7 vit bonde · g7 svart bonde · h7 svart bonde · c6 svart bonde · a5 svart bonde · f5 svart bonde · g5 vit springare · c4 vit drottning · g4 svart springare · a3 svart drottning · g3 vit bonde · a2 vit bonde · e2 vit bonde · f2 vit bonde · h2 vit bonde · g1 vit kung | e8 svart torn · g8 svart kung · c7 svart bonde · d7 vit torn · e7 vit bonde · g7 svart bonde · h7 svart bonde · c6 svart bonde · a5 svart bonde · f5 svart bonde · g5 vit springare · c4 vit drottning · g4 svart springare · a3 svart drottning · g3 vit bonde · a2 vit bonde · e2 vit bonde · f2 vit bonde · h2 vit bonde · g1 vit kung | e8 svart torn · g8 svart kung · c7 svart bonde · d7 vit torn · e7 vit bonde · g7 svart bonde · h7 svart bonde · c6 svart bonde · a5 svart bonde · f5 svart bonde · g5 vit springare · c4 vit drottning · g4 svart springare · a3 svart drottning · g3 vit bonde · a2 vit bonde · e2 vit bonde · f2 vit bonde · h2 vit bonde · g1 vit kung | 7 |
| 6 | e8 svart torn · g8 svart kung · c7 svart bonde · d7 vit torn · e7 vit bonde · g7 svart bonde · h7 svart bonde · c6 svart bonde · a5 svart bonde · f5 svart bonde · g5 vit springare · c4 vit drottning · g4 svart springare · a3 svart drottning · g3 vit bonde · a2 vit bonde · e2 vit bonde · f2 vit bonde · h2 vit bonde · g1 vit kung | e8 svart torn · g8 svart kung · c7 svart bonde · d7 vit torn · e7 vit bonde · g7 svart bonde · h7 svart bonde · c6 svart bonde · a5 svart bonde · f5 svart bonde · g5 vit springare · c4 vit drottning · g4 svart springare · a3 svart drottning · g3 vit bonde · a2 vit bonde · e2 vit bonde · f2 vit bonde · h2 vit bonde · g1 vit kung | e8 svart torn · g8 svart kung · c7 svart bonde · d7 vit torn · e7 vit bonde · g7 svart bonde · h7 svart bonde · c6 svart bonde · a5 svart bonde · f5 svart bonde · g5 vit springare · c4 vit drottning · g4 svart springare · a3 svart drottning · g3 vit bonde · a2 vit bonde · e2 vit bonde · f2 vit bonde · h2 vit bonde · g1 vit kung | e8 svart torn · g8 svart kung · c7 svart bonde · d7 vit torn · e7 vit bonde · g7 svart bonde · h7 svart bonde · c6 svart bonde · a5 svart bonde · f5 svart bonde · g5 vit springare · c4 vit drottning · g4 svart springare · a3 svart drottning · g3 vit bonde · a2 vit bonde · e2 vit bonde · f2 vit bonde · h2 vit bonde · g1 vit kung | e8 svart torn · g8 svart kung · c7 svart bonde · d7 vit torn · e7 vit bonde · g7 svart bonde · h7 svart bonde · c6 svart bonde · a5 svart bonde · f5 svart bonde · g5 vit springare · c4 vit drottning · g4 svart springare · a3 svart drottning · g3 vit bonde · a2 vit bonde · e2 vit bonde · f2 vit bonde · h2 vit bonde · g1 vit kung | e8 svart torn · g8 svart kung · c7 svart bonde · d7 vit torn · e7 vit bonde · g7 svart bonde · h7 svart bonde · c6 svart bonde · a5 svart bonde · f5 svart bonde · g5 vit springare · c4 vit drottning · g4 svart springare · a3 svart drottning · g3 vit bonde · a2 vit bonde · e2 vit bonde · f2 vit bonde · h2 vit bonde · g1 vit kung | e8 svart torn · g8 svart kung · c7 svart bonde · d7 vit torn · e7 vit bonde · g7 svart bonde · h7 svart bonde · c6 svart bonde · a5 svart bonde · f5 svart bonde · g5 vit springare · c4 vit drottning · g4 svart springare · a3 svart drottning · g3 vit bonde · a2 vit bonde · e2 vit bonde · f2 vit bonde · h2 vit bonde · g1 vit kung | e8 svart torn · g8 svart kung · c7 svart bonde · d7 vit torn · e7 vit bonde · g7 svart bonde · h7 svart bonde · c6 svart bonde · a5 svart bonde · f5 svart bonde · g5 vit springare · c4 vit drottning · g4 svart springare · a3 svart drottning · g3 vit bonde · a2 vit bonde · e2 vit bonde · f2 vit bonde · h2 vit bonde · g1 vit kung | 6 |
| 5 | e8 svart torn · g8 svart kung · c7 svart bonde · d7 vit torn · e7 vit bonde · g7 svart bonde · h7 svart bonde · c6 svart bonde · a5 svart bonde · f5 svart bonde · g5 vit springare · c4 vit drottning · g4 svart springare · a3 svart drottning · g3 vit bonde · a2 vit bonde · e2 vit bonde · f2 vit bonde · h2 vit bonde · g1 vit kung | e8 svart torn · g8 svart kung · c7 svart bonde · d7 vit torn · e7 vit bonde · g7 svart bonde · h7 svart bonde · c6 svart bonde · a5 svart bonde · f5 svart bonde · g5 vit springare · c4 vit drottning · g4 svart springare · a3 svart drottning · g3 vit bonde · a2 vit bonde · e2 vit bonde · f2 vit bonde · h2 vit bonde · g1 vit kung | e8 svart torn · g8 svart kung · c7 svart bonde · d7 vit torn · e7 vit bonde · g7 svart bonde · h7 svart bonde · c6 svart bonde · a5 svart bonde · f5 svart bonde · g5 vit springare · c4 vit drottning · g4 svart springare · a3 svart drottning · g3 vit bonde · a2 vit bonde · e2 vit bonde · f2 vit bonde · h2 vit bonde · g1 vit kung | e8 svart torn · g8 svart kung · c7 svart bonde · d7 vit torn · e7 vit bonde · g7 svart bonde · h7 svart bonde · c6 svart bonde · a5 svart bonde · f5 svart bonde · g5 vit springare · c4 vit drottning · g4 svart springare · a3 svart drottning · g3 vit bonde · a2 vit bonde · e2 vit bonde · f2 vit bonde · h2 vit bonde · g1 vit kung | e8 svart torn · g8 svart kung · c7 svart bonde · d7 vit torn · e7 vit bonde · g7 svart bonde · h7 svart bonde · c6 svart bonde · a5 svart bonde · f5 svart bonde · g5 vit springare · c4 vit drottning · g4 svart springare · a3 svart drottning · g3 vit bonde · a2 vit bonde · e2 vit bonde · f2 vit bonde · h2 vit bonde · g1 vit kung | e8 svart torn · g8 svart kung · c7 svart bonde · d7 vit torn · e7 vit bonde · g7 svart bonde · h7 svart bonde · c6 svart bonde · a5 svart bonde · f5 svart bonde · g5 vit springare · c4 vit drottning · g4 svart springare · a3 svart drottning · g3 vit bonde · a2 vit bonde · e2 vit bonde · f2 vit bonde · h2 vit bonde · g1 vit kung | e8 svart torn · g8 svart kung · c7 svart bonde · d7 vit torn · e7 vit bonde · g7 svart bonde · h7 svart bonde · c6 svart bonde · a5 svart bonde · f5 svart bonde · g5 vit springare · c4 vit drottning · g4 svart springare · a3 svart drottning · g3 vit bonde · a2 vit bonde · e2 vit bonde · f2 vit bonde · h2 vit bonde · g1 vit kung | e8 svart torn · g8 svart kung · c7 svart bonde · d7 vit torn · e7 vit bonde · g7 svart bonde · h7 svart bonde · c6 svart bonde · a5 svart bonde · f5 svart bonde · g5 vit springare · c4 vit drottning · g4 svart springare · a3 svart drottning · g3 vit bonde · a2 vit bonde · e2 vit bonde · f2 vit bonde · h2 vit bonde · g1 vit kung | 5 |
| 4 | e8 svart torn · g8 svart kung · c7 svart bonde · d7 vit torn · e7 vit bonde · g7 svart bonde · h7 svart bonde · c6 svart bonde · a5 svart bonde · f5 svart bonde · g5 vit springare · c4 vit drottning · g4 svart springare · a3 svart drottning · g3 vit bonde · a2 vit bonde · e2 vit bonde · f2 vit bonde · h2 vit bonde · g1 vit kung | e8 svart torn · g8 svart kung · c7 svart bonde · d7 vit torn · e7 vit bonde · g7 svart bonde · h7 svart bonde · c6 svart bonde · a5 svart bonde · f5 svart bonde · g5 vit springare · c4 vit drottning · g4 svart springare · a3 svart drottning · g3 vit bonde · a2 vit bonde · e2 vit bonde · f2 vit bonde · h2 vit bonde · g1 vit kung | e8 svart torn · g8 svart kung · c7 svart bonde · d7 vit torn · e7 vit bonde · g7 svart bonde · h7 svart bonde · c6 svart bonde · a5 svart bonde · f5 svart bonde · g5 vit springare · c4 vit drottning · g4 svart springare · a3 svart drottning · g3 vit bonde · a2 vit bonde · e2 vit bonde · f2 vit bonde · h2 vit bonde · g1 vit kung | e8 svart torn · g8 svart kung · c7 svart bonde · d7 vit torn · e7 vit bonde · g7 svart bonde · h7 svart bonde · c6 svart bonde · a5 svart bonde · f5 svart bonde · g5 vit springare · c4 vit drottning · g4 svart springare · a3 svart drottning · g3 vit bonde · a2 vit bonde · e2 vit bonde · f2 vit bonde · h2 vit bonde · g1 vit kung | e8 svart torn · g8 svart kung · c7 svart bonde · d7 vit torn · e7 vit bonde · g7 svart bonde · h7 svart bonde · c6 svart bonde · a5 svart bonde · f5 svart bonde · g5 vit springare · c4 vit drottning · g4 svart springare · a3 svart drottning · g3 vit bonde · a2 vit bonde · e2 vit bonde · f2 vit bonde · h2 vit bonde · g1 vit kung | e8 svart torn · g8 svart kung · c7 svart bonde · d7 vit torn · e7 vit bonde · g7 svart bonde · h7 svart bonde · c6 svart bonde · a5 svart bonde · f5 svart bonde · g5 vit springare · c4 vit drottning · g4 svart springare · a3 svart drottning · g3 vit bonde · a2 vit bonde · e2 vit bonde · f2 vit bonde · h2 vit bonde · g1 vit kung | e8 svart torn · g8 svart kung · c7 svart bonde · d7 vit torn · e7 vit bonde · g7 svart bonde · h7 svart bonde · c6 svart bonde · a5 svart bonde · f5 svart bonde · g5 vit springare · c4 vit drottning · g4 svart springare · a3 svart drottning · g3 vit bonde · a2 vit bonde · e2 vit bonde · f2 vit bonde · h2 vit bonde · g1 vit kung | e8 svart torn · g8 svart kung · c7 svart bonde · d7 vit torn · e7 vit bonde · g7 svart bonde · h7 svart bonde · c6 svart bonde · a5 svart bonde · f5 svart bonde · g5 vit springare · c4 vit drottning · g4 svart springare · a3 svart drottning · g3 vit bonde · a2 vit bonde · e2 vit bonde · f2 vit bonde · h2 vit bonde · g1 vit kung | 4 |
| 3 | e8 svart torn · g8 svart kung · c7 svart bonde · d7 vit torn · e7 vit bonde · g7 svart bonde · h7 svart bonde · c6 svart bonde · a5 svart bonde · f5 svart bonde · g5 vit springare · c4 vit drottning · g4 svart springare · a3 svart drottning · g3 vit bonde · a2 vit bonde · e2 vit bonde · f2 vit bonde · h2 vit bonde · g1 vit kung | e8 svart torn · g8 svart kung · c7 svart bonde · d7 vit torn · e7 vit bonde · g7 svart bonde · h7 svart bonde · c6 svart bonde · a5 svart bonde · f5 svart bonde · g5 vit springare · c4 vit drottning · g4 svart springare · a3 svart drottning · g3 vit bonde · a2 vit bonde · e2 vit bonde · f2 vit bonde · h2 vit bonde · g1 vit kung | e8 svart torn · g8 svart kung · c7 svart bonde · d7 vit torn · e7 vit bonde · g7 svart bonde · h7 svart bonde · c6 svart bonde · a5 svart bonde · f5 svart bonde · g5 vit springare · c4 vit drottning · g4 svart springare · a3 svart drottning · g3 vit bonde · a2 vit bonde · e2 vit bonde · f2 vit bonde · h2 vit bonde · g1 vit kung | e8 svart torn · g8 svart kung · c7 svart bonde · d7 vit torn · e7 vit bonde · g7 svart bonde · h7 svart bonde · c6 svart bonde · a5 svart bonde · f5 svart bonde · g5 vit springare · c4 vit drottning · g4 svart springare · a3 svart drottning · g3 vit bonde · a2 vit bonde · e2 vit bonde · f2 vit bonde · h2 vit bonde · g1 vit kung | e8 svart torn · g8 svart kung · c7 svart bonde · d7 vit torn · e7 vit bonde · g7 svart bonde · h7 svart bonde · c6 svart bonde · a5 svart bonde · f5 svart bonde · g5 vit springare · c4 vit drottning · g4 svart springare · a3 svart drottning · g3 vit bonde · a2 vit bonde · e2 vit bonde · f2 vit bonde · h2 vit bonde · g1 vit kung | e8 svart torn · g8 svart kung · c7 svart bonde · d7 vit torn · e7 vit bonde · g7 svart bonde · h7 svart bonde · c6 svart bonde · a5 svart bonde · f5 svart bonde · g5 vit springare · c4 vit drottning · g4 svart springare · a3 svart drottning · g3 vit bonde · a2 vit bonde · e2 vit bonde · f2 vit bonde · h2 vit bonde · g1 vit kung | e8 svart torn · g8 svart kung · c7 svart bonde · d7 vit torn · e7 vit bonde · g7 svart bonde · h7 svart bonde · c6 svart bonde · a5 svart bonde · f5 svart bonde · g5 vit springare · c4 vit drottning · g4 svart springare · a3 svart drottning · g3 vit bonde · a2 vit bonde · e2 vit bonde · f2 vit bonde · h2 vit bonde · g1 vit kung | e8 svart torn · g8 svart kung · c7 svart bonde · d7 vit torn · e7 vit bonde · g7 svart bonde · h7 svart bonde · c6 svart bonde · a5 svart bonde · f5 svart bonde · g5 vit springare · c4 vit drottning · g4 svart springare · a3 svart drottning · g3 vit bonde · a2 vit bonde · e2 vit bonde · f2 vit bonde · h2 vit bonde · g1 vit kung | 3 |
| 2 | e8 svart torn · g8 svart kung · c7 svart bonde · d7 vit torn · e7 vit bonde · g7 svart bonde · h7 svart bonde · c6 svart bonde · a5 svart bonde · f5 svart bonde · g5 vit springare · c4 vit drottning · g4 svart springare · a3 svart drottning · g3 vit bonde · a2 vit bonde · e2 vit bonde · f2 vit bonde · h2 vit bonde · g1 vit kung | e8 svart torn · g8 svart kung · c7 svart bonde · d7 vit torn · e7 vit bonde · g7 svart bonde · h7 svart bonde · c6 svart bonde · a5 svart bonde · f5 svart bonde · g5 vit springare · c4 vit drottning · g4 svart springare · a3 svart drottning · g3 vit bonde · a2 vit bonde · e2 vit bonde · f2 vit bonde · h2 vit bonde · g1 vit kung | e8 svart torn · g8 svart kung · c7 svart bonde · d7 vit torn · e7 vit bonde · g7 svart bonde · h7 svart bonde · c6 svart bonde · a5 svart bonde · f5 svart bonde · g5 vit springare · c4 vit drottning · g4 svart springare · a3 svart drottning · g3 vit bonde · a2 vit bonde · e2 vit bonde · f2 vit bonde · h2 vit bonde · g1 vit kung | e8 svart torn · g8 svart kung · c7 svart bonde · d7 vit torn · e7 vit bonde · g7 svart bonde · h7 svart bonde · c6 svart bonde · a5 svart bonde · f5 svart bonde · g5 vit springare · c4 vit drottning · g4 svart springare · a3 svart drottning · g3 vit bonde · a2 vit bonde · e2 vit bonde · f2 vit bonde · h2 vit bonde · g1 vit kung | e8 svart torn · g8 svart kung · c7 svart bonde · d7 vit torn · e7 vit bonde · g7 svart bonde · h7 svart bonde · c6 svart bonde · a5 svart bonde · f5 svart bonde · g5 vit springare · c4 vit drottning · g4 svart springare · a3 svart drottning · g3 vit bonde · a2 vit bonde · e2 vit bonde · f2 vit bonde · h2 vit bonde · g1 vit kung | e8 svart torn · g8 svart kung · c7 svart bonde · d7 vit torn · e7 vit bonde · g7 svart bonde · h7 svart bonde · c6 svart bonde · a5 svart bonde · f5 svart bonde · g5 vit springare · c4 vit drottning · g4 svart springare · a3 svart drottning · g3 vit bonde · a2 vit bonde · e2 vit bonde · f2 vit bonde · h2 vit bonde · g1 vit kung | e8 svart torn · g8 svart kung · c7 svart bonde · d7 vit torn · e7 vit bonde · g7 svart bonde · h7 svart bonde · c6 svart bonde · a5 svart bonde · f5 svart bonde · g5 vit springare · c4 vit drottning · g4 svart springare · a3 svart drottning · g3 vit bonde · a2 vit bonde · e2 vit bonde · f2 vit bonde · h2 vit bonde · g1 vit kung | e8 svart torn · g8 svart kung · c7 svart bonde · d7 vit torn · e7 vit bonde · g7 svart bonde · h7 svart bonde · c6 svart bonde · a5 svart bonde · f5 svart bonde · g5 vit springare · c4 vit drottning · g4 svart springare · a3 svart drottning · g3 vit bonde · a2 vit bonde · e2 vit bonde · f2 vit bonde · h2 vit bonde · g1 vit kung | 2 |
| 1 | e8 svart torn · g8 svart kung · c7 svart bonde · d7 vit torn · e7 vit bonde · g7 svart bonde · h7 svart bonde · c6 svart bonde · a5 svart bonde · f5 svart bonde · g5 vit springare · c4 vit drottning · g4 svart springare · a3 svart drottning · g3 vit bonde · a2 vit bonde · e2 vit bonde · f2 vit bonde · h2 vit bonde · g1 vit kung | e8 svart torn · g8 svart kung · c7 svart bonde · d7 vit torn · e7 vit bonde · g7 svart bonde · h7 svart bonde · c6 svart bonde · a5 svart bonde · f5 svart bonde · g5 vit springare · c4 vit drottning · g4 svart springare · a3 svart drottning · g3 vit bonde · a2 vit bonde · e2 vit bonde · f2 vit bonde · h2 vit bonde · g1 vit kung | e8 svart torn · g8 svart kung · c7 svart bonde · d7 vit torn · e7 vit bonde · g7 svart bonde · h7 svart bonde · c6 svart bonde · a5 svart bonde · f5 svart bonde · g5 vit springare · c4 vit drottning · g4 svart springare · a3 svart drottning · g3 vit bonde · a2 vit bonde · e2 vit bonde · f2 vit bonde · h2 vit bonde · g1 vit kung | e8 svart torn · g8 svart kung · c7 svart bonde · d7 vit torn · e7 vit bonde · g7 svart bonde · h7 svart bonde · c6 svart bonde · a5 svart bonde · f5 svart bonde · g5 vit springare · c4 vit drottning · g4 svart springare · a3 svart drottning · g3 vit bonde · a2 vit bonde · e2 vit bonde · f2 vit bonde · h2 vit bonde · g1 vit kung | e8 svart torn · g8 svart kung · c7 svart bonde · d7 vit torn · e7 vit bonde · g7 svart bonde · h7 svart bonde · c6 svart bonde · a5 svart bonde · f5 svart bonde · g5 vit springare · c4 vit drottning · g4 svart springare · a3 svart drottning · g3 vit bonde · a2 vit bonde · e2 vit bonde · f2 vit bonde · h2 vit bonde · g1 vit kung | e8 svart torn · g8 svart kung · c7 svart bonde · d7 vit torn · e7 vit bonde · g7 svart bonde · h7 svart bonde · c6 svart bonde · a5 svart bonde · f5 svart bonde · g5 vit springare · c4 vit drottning · g4 svart springare · a3 svart drottning · g3 vit bonde · a2 vit bonde · e2 vit bonde · f2 vit bonde · h2 vit bonde · g1 vit kung | e8 svart torn · g8 svart kung · c7 svart bonde · d7 vit torn · e7 vit bonde · g7 svart bonde · h7 svart bonde · c6 svart bonde · a5 svart bonde · f5 svart bonde · g5 vit springare · c4 vit drottning · g4 svart springare · a3 svart drottning · g3 vit bonde · a2 vit bonde · e2 vit bonde · f2 vit bonde · h2 vit bonde · g1 vit kung | e8 svart torn · g8 svart kung · c7 svart bonde · d7 vit torn · e7 vit bonde · g7 svart bonde · h7 svart bonde · c6 svart bonde · a5 svart bonde · f5 svart bonde · g5 vit springare · c4 vit drottning · g4 svart springare · a3 svart drottning · g3 vit bonde · a2 vit bonde · e2 vit bonde · f2 vit bonde · h2 vit bonde · g1 vit kung | 1 |
|   | a | b | c | d | e | f | g | h |   |

|   | a | b | c | d | e | f | g | h |   |
| 8 | e8 svart torn · h8 svart kung · c7 svart bonde · d7 vit torn · e7 vit bonde · f7 vit springare · g7 svart bonde · h7 svart bonde · c6 svart bonde · a5 svart bonde · f5 svart bonde · c4 vit drottning · g4 svart springare · a3 svart drottning · g3 vit bonde · a2 vit bonde · e2 vit bonde · f2 vit bonde · h2 vit bonde · g1 vit kung | e8 svart torn · h8 svart kung · c7 svart bonde · d7 vit torn · e7 vit bonde · f7 vit springare · g7 svart bonde · h7 svart bonde · c6 svart bonde · a5 svart bonde · f5 svart bonde · c4 vit drottning · g4 svart springare · a3 svart drottning · g3 vit bonde · a2 vit bonde · e2 vit bonde · f2 vit bonde · h2 vit bonde · g1 vit kung | e8 svart torn · h8 svart kung · c7 svart bonde · d7 vit torn · e7 vit bonde · f7 vit springare · g7 svart bonde · h7 svart bonde · c6 svart bonde · a5 svart bonde · f5 svart bonde · c4 vit drottning · g4 svart springare · a3 svart drottning · g3 vit bonde · a2 vit bonde · e2 vit bonde · f2 vit bonde · h2 vit bonde · g1 vit kung | e8 svart torn · h8 svart kung · c7 svart bonde · d7 vit torn · e7 vit bonde · f7 vit springare · g7 svart bonde · h7 svart bonde · c6 svart bonde · a5 svart bonde · f5 svart bonde · c4 vit drottning · g4 svart springare · a3 svart drottning · g3 vit bonde · a2 vit bonde · e2 vit bonde · f2 vit bonde · h2 vit bonde · g1 vit kung | e8 svart torn · h8 svart kung · c7 svart bonde · d7 vit torn · e7 vit bonde · f7 vit springare · g7 svart bonde · h7 svart bonde · c6 svart bonde · a5 svart bonde · f5 svart bonde · c4 vit drottning · g4 svart springare · a3 svart drottning · g3 vit bonde · a2 vit bonde · e2 vit bonde · f2 vit bonde · h2 vit bonde · g1 vit kung | e8 svart torn · h8 svart kung · c7 svart bonde · d7 vit torn · e7 vit bonde · f7 vit springare · g7 svart bonde · h7 svart bonde · c6 svart bonde · a5 svart bonde · f5 svart bonde · c4 vit drottning · g4 svart springare · a3 svart drottning · g3 vit bonde · a2 vit bonde · e2 vit bonde · f2 vit bonde · h2 vit bonde · g1 vit kung | e8 svart torn · h8 svart kung · c7 svart bonde · d7 vit torn · e7 vit bonde · f7 vit springare · g7 svart bonde · h7 svart bonde · c6 svart bonde · a5 svart bonde · f5 svart bonde · c4 vit drottning · g4 svart springare · a3 svart drottning · g3 vit bonde · a2 vit bonde · e2 vit bonde · f2 vit bonde · h2 vit bonde · g1 vit kung | e8 svart torn · h8 svart kung · c7 svart bonde · d7 vit torn · e7 vit bonde · f7 vit springare · g7 svart bonde · h7 svart bonde · c6 svart bonde · a5 svart bonde · f5 svart bonde · c4 vit drottning · g4 svart springare · a3 svart drottning · g3 vit bonde · a2 vit bonde · e2 vit bonde · f2 vit bonde · h2 vit bonde · g1 vit kung | 8 |
| 7 | e8 svart torn · h8 svart kung · c7 svart bonde · d7 vit torn · e7 vit bonde · f7 vit springare · g7 svart bonde · h7 svart bonde · c6 svart bonde · a5 svart bonde · f5 svart bonde · c4 vit drottning · g4 svart springare · a3 svart drottning · g3 vit bonde · a2 vit bonde · e2 vit bonde · f2 vit bonde · h2 vit bonde · g1 vit kung | e8 svart torn · h8 svart kung · c7 svart bonde · d7 vit torn · e7 vit bonde · f7 vit springare · g7 svart bonde · h7 svart bonde · c6 svart bonde · a5 svart bonde · f5 svart bonde · c4 vit drottning · g4 svart springare · a3 svart drottning · g3 vit bonde · a2 vit bonde · e2 vit bonde · f2 vit bonde · h2 vit bonde · g1 vit kung | e8 svart torn · h8 svart kung · c7 svart bonde · d7 vit torn · e7 vit bonde · f7 vit springare · g7 svart bonde · h7 svart bonde · c6 svart bonde · a5 svart bonde · f5 svart bonde · c4 vit drottning · g4 svart springare · a3 svart drottning · g3 vit bonde · a2 vit bonde · e2 vit bonde · f2 vit bonde · h2 vit bonde · g1 vit kung | e8 svart torn · h8 svart kung · c7 svart bonde · d7 vit torn · e7 vit bonde · f7 vit springare · g7 svart bonde · h7 svart bonde · c6 svart bonde · a5 svart bonde · f5 svart bonde · c4 vit drottning · g4 svart springare · a3 svart drottning · g3 vit bonde · a2 vit bonde · e2 vit bonde · f2 vit bonde · h2 vit bonde · g1 vit kung | e8 svart torn · h8 svart kung · c7 svart bonde · d7 vit torn · e7 vit bonde · f7 vit springare · g7 svart bonde · h7 svart bonde · c6 svart bonde · a5 svart bonde · f5 svart bonde · c4 vit drottning · g4 svart springare · a3 svart drottning · g3 vit bonde · a2 vit bonde · e2 vit bonde · f2 vit bonde · h2 vit bonde · g1 vit kung | e8 svart torn · h8 svart kung · c7 svart bonde · d7 vit torn · e7 vit bonde · f7 vit springare · g7 svart bonde · h7 svart bonde · c6 svart bonde · a5 svart bonde · f5 svart bonde · c4 vit drottning · g4 svart springare · a3 svart drottning · g3 vit bonde · a2 vit bonde · e2 vit bonde · f2 vit bonde · h2 vit bonde · g1 vit kung | e8 svart torn · h8 svart kung · c7 svart bonde · d7 vit torn · e7 vit bonde · f7 vit springare · g7 svart bonde · h7 svart bonde · c6 svart bonde · a5 svart bonde · f5 svart bonde · c4 vit drottning · g4 svart springare · a3 svart drottning · g3 vit bonde · a2 vit bonde · e2 vit bonde · f2 vit bonde · h2 vit bonde · g1 vit kung | e8 svart torn · h8 svart kung · c7 svart bonde · d7 vit torn · e7 vit bonde · f7 vit springare · g7 svart bonde · h7 svart bonde · c6 svart bonde · a5 svart bonde · f5 svart bonde · c4 vit drottning · g4 svart springare · a3 svart drottning · g3 vit bonde · a2 vit bonde · e2 vit bonde · f2 vit bonde · h2 vit bonde · g1 vit kung | 7 |
| 6 | e8 svart torn · h8 svart kung · c7 svart bonde · d7 vit torn · e7 vit bonde · f7 vit springare · g7 svart bonde · h7 svart bonde · c6 svart bonde · a5 svart bonde · f5 svart bonde · c4 vit drottning · g4 svart springare · a3 svart drottning · g3 vit bonde · a2 vit bonde · e2 vit bonde · f2 vit bonde · h2 vit bonde · g1 vit kung | e8 svart torn · h8 svart kung · c7 svart bonde · d7 vit torn · e7 vit bonde · f7 vit springare · g7 svart bonde · h7 svart bonde · c6 svart bonde · a5 svart bonde · f5 svart bonde · c4 vit drottning · g4 svart springare · a3 svart drottning · g3 vit bonde · a2 vit bonde · e2 vit bonde · f2 vit bonde · h2 vit bonde · g1 vit kung | e8 svart torn · h8 svart kung · c7 svart bonde · d7 vit torn · e7 vit bonde · f7 vit springare · g7 svart bonde · h7 svart bonde · c6 svart bonde · a5 svart bonde · f5 svart bonde · c4 vit drottning · g4 svart springare · a3 svart drottning · g3 vit bonde · a2 vit bonde · e2 vit bonde · f2 vit bonde · h2 vit bonde · g1 vit kung | e8 svart torn · h8 svart kung · c7 svart bonde · d7 vit torn · e7 vit bonde · f7 vit springare · g7 svart bonde · h7 svart bonde · c6 svart bonde · a5 svart bonde · f5 svart bonde · c4 vit drottning · g4 svart springare · a3 svart drottning · g3 vit bonde · a2 vit bonde · e2 vit bonde · f2 vit bonde · h2 vit bonde · g1 vit kung | e8 svart torn · h8 svart kung · c7 svart bonde · d7 vit torn · e7 vit bonde · f7 vit springare · g7 svart bonde · h7 svart bonde · c6 svart bonde · a5 svart bonde · f5 svart bonde · c4 vit drottning · g4 svart springare · a3 svart drottning · g3 vit bonde · a2 vit bonde · e2 vit bonde · f2 vit bonde · h2 vit bonde · g1 vit kung | e8 svart torn · h8 svart kung · c7 svart bonde · d7 vit torn · e7 vit bonde · f7 vit springare · g7 svart bonde · h7 svart bonde · c6 svart bonde · a5 svart bonde · f5 svart bonde · c4 vit drottning · g4 svart springare · a3 svart drottning · g3 vit bonde · a2 vit bonde · e2 vit bonde · f2 vit bonde · h2 vit bonde · g1 vit kung | e8 svart torn · h8 svart kung · c7 svart bonde · d7 vit torn · e7 vit bonde · f7 vit springare · g7 svart bonde · h7 svart bonde · c6 svart bonde · a5 svart bonde · f5 svart bonde · c4 vit drottning · g4 svart springare · a3 svart drottning · g3 vit bonde · a2 vit bonde · e2 vit bonde · f2 vit bonde · h2 vit bonde · g1 vit kung | e8 svart torn · h8 svart kung · c7 svart bonde · d7 vit torn · e7 vit bonde · f7 vit springare · g7 svart bonde · h7 svart bonde · c6 svart bonde · a5 svart bonde · f5 svart bonde · c4 vit drottning · g4 svart springare · a3 svart drottning · g3 vit bonde · a2 vit bonde · e2 vit bonde · f2 vit bonde · h2 vit bonde · g1 vit kung | 6 |
| 5 | e8 svart torn · h8 svart kung · c7 svart bonde · d7 vit torn · e7 vit bonde · f7 vit springare · g7 svart bonde · h7 svart bonde · c6 svart bonde · a5 svart bonde · f5 svart bonde · c4 vit drottning · g4 svart springare · a3 svart drottning · g3 vit bonde · a2 vit bonde · e2 vit bonde · f2 vit bonde · h2 vit bonde · g1 vit kung | e8 svart torn · h8 svart kung · c7 svart bonde · d7 vit torn · e7 vit bonde · f7 vit springare · g7 svart bonde · h7 svart bonde · c6 svart bonde · a5 svart bonde · f5 svart bonde · c4 vit drottning · g4 svart springare · a3 svart drottning · g3 vit bonde · a2 vit bonde · e2 vit bonde · f2 vit bonde · h2 vit bonde · g1 vit kung | e8 svart torn · h8 svart kung · c7 svart bonde · d7 vit torn · e7 vit bonde · f7 vit springare · g7 svart bonde · h7 svart bonde · c6 svart bonde · a5 svart bonde · f5 svart bonde · c4 vit drottning · g4 svart springare · a3 svart drottning · g3 vit bonde · a2 vit bonde · e2 vit bonde · f2 vit bonde · h2 vit bonde · g1 vit kung | e8 svart torn · h8 svart kung · c7 svart bonde · d7 vit torn · e7 vit bonde · f7 vit springare · g7 svart bonde · h7 svart bonde · c6 svart bonde · a5 svart bonde · f5 svart bonde · c4 vit drottning · g4 svart springare · a3 svart drottning · g3 vit bonde · a2 vit bonde · e2 vit bonde · f2 vit bonde · h2 vit bonde · g1 vit kung | e8 svart torn · h8 svart kung · c7 svart bonde · d7 vit torn · e7 vit bonde · f7 vit springare · g7 svart bonde · h7 svart bonde · c6 svart bonde · a5 svart bonde · f5 svart bonde · c4 vit drottning · g4 svart springare · a3 svart drottning · g3 vit bonde · a2 vit bonde · e2 vit bonde · f2 vit bonde · h2 vit bonde · g1 vit kung | e8 svart torn · h8 svart kung · c7 svart bonde · d7 vit torn · e7 vit bonde · f7 vit springare · g7 svart bonde · h7 svart bonde · c6 svart bonde · a5 svart bonde · f5 svart bonde · c4 vit drottning · g4 svart springare · a3 svart drottning · g3 vit bonde · a2 vit bonde · e2 vit bonde · f2 vit bonde · h2 vit bonde · g1 vit kung | e8 svart torn · h8 svart kung · c7 svart bonde · d7 vit torn · e7 vit bonde · f7 vit springare · g7 svart bonde · h7 svart bonde · c6 svart bonde · a5 svart bonde · f5 svart bonde · c4 vit drottning · g4 svart springare · a3 svart drottning · g3 vit bonde · a2 vit bonde · e2 vit bonde · f2 vit bonde · h2 vit bonde · g1 vit kung | e8 svart torn · h8 svart kung · c7 svart bonde · d7 vit torn · e7 vit bonde · f7 vit springare · g7 svart bonde · h7 svart bonde · c6 svart bonde · a5 svart bonde · f5 svart bonde · c4 vit drottning · g4 svart springare · a3 svart drottning · g3 vit bonde · a2 vit bonde · e2 vit bonde · f2 vit bonde · h2 vit bonde · g1 vit kung | 5 |
| 4 | e8 svart torn · h8 svart kung · c7 svart bonde · d7 vit torn · e7 vit bonde · f7 vit springare · g7 svart bonde · h7 svart bonde · c6 svart bonde · a5 svart bonde · f5 svart bonde · c4 vit drottning · g4 svart springare · a3 svart drottning · g3 vit bonde · a2 vit bonde · e2 vit bonde · f2 vit bonde · h2 vit bonde · g1 vit kung | e8 svart torn · h8 svart kung · c7 svart bonde · d7 vit torn · e7 vit bonde · f7 vit springare · g7 svart bonde · h7 svart bonde · c6 svart bonde · a5 svart bonde · f5 svart bonde · c4 vit drottning · g4 svart springare · a3 svart drottning · g3 vit bonde · a2 vit bonde · e2 vit bonde · f2 vit bonde · h2 vit bonde · g1 vit kung | e8 svart torn · h8 svart kung · c7 svart bonde · d7 vit torn · e7 vit bonde · f7 vit springare · g7 svart bonde · h7 svart bonde · c6 svart bonde · a5 svart bonde · f5 svart bonde · c4 vit drottning · g4 svart springare · a3 svart drottning · g3 vit bonde · a2 vit bonde · e2 vit bonde · f2 vit bonde · h2 vit bonde · g1 vit kung | e8 svart torn · h8 svart kung · c7 svart bonde · d7 vit torn · e7 vit bonde · f7 vit springare · g7 svart bonde · h7 svart bonde · c6 svart bonde · a5 svart bonde · f5 svart bonde · c4 vit drottning · g4 svart springare · a3 svart drottning · g3 vit bonde · a2 vit bonde · e2 vit bonde · f2 vit bonde · h2 vit bonde · g1 vit kung | e8 svart torn · h8 svart kung · c7 svart bonde · d7 vit torn · e7 vit bonde · f7 vit springare · g7 svart bonde · h7 svart bonde · c6 svart bonde · a5 svart bonde · f5 svart bonde · c4 vit drottning · g4 svart springare · a3 svart drottning · g3 vit bonde · a2 vit bonde · e2 vit bonde · f2 vit bonde · h2 vit bonde · g1 vit kung | e8 svart torn · h8 svart kung · c7 svart bonde · d7 vit torn · e7 vit bonde · f7 vit springare · g7 svart bonde · h7 svart bonde · c6 svart bonde · a5 svart bonde · f5 svart bonde · c4 vit drottning · g4 svart springare · a3 svart drottning · g3 vit bonde · a2 vit bonde · e2 vit bonde · f2 vit bonde · h2 vit bonde · g1 vit kung | e8 svart torn · h8 svart kung · c7 svart bonde · d7 vit torn · e7 vit bonde · f7 vit springare · g7 svart bonde · h7 svart bonde · c6 svart bonde · a5 svart bonde · f5 svart bonde · c4 vit drottning · g4 svart springare · a3 svart drottning · g3 vit bonde · a2 vit bonde · e2 vit bonde · f2 vit bonde · h2 vit bonde · g1 vit kung | e8 svart torn · h8 svart kung · c7 svart bonde · d7 vit torn · e7 vit bonde · f7 vit springare · g7 svart bonde · h7 svart bonde · c6 svart bonde · a5 svart bonde · f5 svart bonde · c4 vit drottning · g4 svart springare · a3 svart drottning · g3 vit bonde · a2 vit bonde · e2 vit bonde · f2 vit bonde · h2 vit bonde · g1 vit kung | 4 |
| 3 | e8 svart torn · h8 svart kung · c7 svart bonde · d7 vit torn · e7 vit bonde · f7 vit springare · g7 svart bonde · h7 svart bonde · c6 svart bonde · a5 svart bonde · f5 svart bonde · c4 vit drottning · g4 svart springare · a3 svart drottning · g3 vit bonde · a2 vit bonde · e2 vit bonde · f2 vit bonde · h2 vit bonde · g1 vit kung | e8 svart torn · h8 svart kung · c7 svart bonde · d7 vit torn · e7 vit bonde · f7 vit springare · g7 svart bonde · h7 svart bonde · c6 svart bonde · a5 svart bonde · f5 svart bonde · c4 vit drottning · g4 svart springare · a3 svart drottning · g3 vit bonde · a2 vit bonde · e2 vit bonde · f2 vit bonde · h2 vit bonde · g1 vit kung | e8 svart torn · h8 svart kung · c7 svart bonde · d7 vit torn · e7 vit bonde · f7 vit springare · g7 svart bonde · h7 svart bonde · c6 svart bonde · a5 svart bonde · f5 svart bonde · c4 vit drottning · g4 svart springare · a3 svart drottning · g3 vit bonde · a2 vit bonde · e2 vit bonde · f2 vit bonde · h2 vit bonde · g1 vit kung | e8 svart torn · h8 svart kung · c7 svart bonde · d7 vit torn · e7 vit bonde · f7 vit springare · g7 svart bonde · h7 svart bonde · c6 svart bonde · a5 svart bonde · f5 svart bonde · c4 vit drottning · g4 svart springare · a3 svart drottning · g3 vit bonde · a2 vit bonde · e2 vit bonde · f2 vit bonde · h2 vit bonde · g1 vit kung | e8 svart torn · h8 svart kung · c7 svart bonde · d7 vit torn · e7 vit bonde · f7 vit springare · g7 svart bonde · h7 svart bonde · c6 svart bonde · a5 svart bonde · f5 svart bonde · c4 vit drottning · g4 svart springare · a3 svart drottning · g3 vit bonde · a2 vit bonde · e2 vit bonde · f2 vit bonde · h2 vit bonde · g1 vit kung | e8 svart torn · h8 svart kung · c7 svart bonde · d7 vit torn · e7 vit bonde · f7 vit springare · g7 svart bonde · h7 svart bonde · c6 svart bonde · a5 svart bonde · f5 svart bonde · c4 vit drottning · g4 svart springare · a3 svart drottning · g3 vit bonde · a2 vit bonde · e2 vit bonde · f2 vit bonde · h2 vit bonde · g1 vit kung | e8 svart torn · h8 svart kung · c7 svart bonde · d7 vit torn · e7 vit bonde · f7 vit springare · g7 svart bonde · h7 svart bonde · c6 svart bonde · a5 svart bonde · f5 svart bonde · c4 vit drottning · g4 svart springare · a3 svart drottning · g3 vit bonde · a2 vit bonde · e2 vit bonde · f2 vit bonde · h2 vit bonde · g1 vit kung | e8 svart torn · h8 svart kung · c7 svart bonde · d7 vit torn · e7 vit bonde · f7 vit springare · g7 svart bonde · h7 svart bonde · c6 svart bonde · a5 svart bonde · f5 svart bonde · c4 vit drottning · g4 svart springare · a3 svart drottning · g3 vit bonde · a2 vit bonde · e2 vit bonde · f2 vit bonde · h2 vit bonde · g1 vit kung | 3 |
| 2 | e8 svart torn · h8 svart kung · c7 svart bonde · d7 vit torn · e7 vit bonde · f7 vit springare · g7 svart bonde · h7 svart bonde · c6 svart bonde · a5 svart bonde · f5 svart bonde · c4 vit drottning · g4 svart springare · a3 svart drottning · g3 vit bonde · a2 vit bonde · e2 vit bonde · f2 vit bonde · h2 vit bonde · g1 vit kung | e8 svart torn · h8 svart kung · c7 svart bonde · d7 vit torn · e7 vit bonde · f7 vit springare · g7 svart bonde · h7 svart bonde · c6 svart bonde · a5 svart bonde · f5 svart bonde · c4 vit drottning · g4 svart springare · a3 svart drottning · g3 vit bonde · a2 vit bonde · e2 vit bonde · f2 vit bonde · h2 vit bonde · g1 vit kung | e8 svart torn · h8 svart kung · c7 svart bonde · d7 vit torn · e7 vit bonde · f7 vit springare · g7 svart bonde · h7 svart bonde · c6 svart bonde · a5 svart bonde · f5 svart bonde · c4 vit drottning · g4 svart springare · a3 svart drottning · g3 vit bonde · a2 vit bonde · e2 vit bonde · f2 vit bonde · h2 vit bonde · g1 vit kung | e8 svart torn · h8 svart kung · c7 svart bonde · d7 vit torn · e7 vit bonde · f7 vit springare · g7 svart bonde · h7 svart bonde · c6 svart bonde · a5 svart bonde · f5 svart bonde · c4 vit drottning · g4 svart springare · a3 svart drottning · g3 vit bonde · a2 vit bonde · e2 vit bonde · f2 vit bonde · h2 vit bonde · g1 vit kung | e8 svart torn · h8 svart kung · c7 svart bonde · d7 vit torn · e7 vit bonde · f7 vit springare · g7 svart bonde · h7 svart bonde · c6 svart bonde · a5 svart bonde · f5 svart bonde · c4 vit drottning · g4 svart springare · a3 svart drottning · g3 vit bonde · a2 vit bonde · e2 vit bonde · f2 vit bonde · h2 vit bonde · g1 vit kung | e8 svart torn · h8 svart kung · c7 svart bonde · d7 vit torn · e7 vit bonde · f7 vit springare · g7 svart bonde · h7 svart bonde · c6 svart bonde · a5 svart bonde · f5 svart bonde · c4 vit drottning · g4 svart springare · a3 svart drottning · g3 vit bonde · a2 vit bonde · e2 vit bonde · f2 vit bonde · h2 vit bonde · g1 vit kung | e8 svart torn · h8 svart kung · c7 svart bonde · d7 vit torn · e7 vit bonde · f7 vit springare · g7 svart bonde · h7 svart bonde · c6 svart bonde · a5 svart bonde · f5 svart bonde · c4 vit drottning · g4 svart springare · a3 svart drottning · g3 vit bonde · a2 vit bonde · e2 vit bonde · f2 vit bonde · h2 vit bonde · g1 vit kung | e8 svart torn · h8 svart kung · c7 svart bonde · d7 vit torn · e7 vit bonde · f7 vit springare · g7 svart bonde · h7 svart bonde · c6 svart bonde · a5 svart bonde · f5 svart bonde · c4 vit drottning · g4 svart springare · a3 svart drottning · g3 vit bonde · a2 vit bonde · e2 vit bonde · f2 vit bonde · h2 vit bonde · g1 vit kung | 2 |
| 1 | e8 svart torn · h8 svart kung · c7 svart bonde · d7 vit torn · e7 vit bonde · f7 vit springare · g7 svart bonde · h7 svart bonde · c6 svart bonde · a5 svart bonde · f5 svart bonde · c4 vit drottning · g4 svart springare · a3 svart drottning · g3 vit bonde · a2 vit bonde · e2 vit bonde · f2 vit bonde · h2 vit bonde · g1 vit kung | e8 svart torn · h8 svart kung · c7 svart bonde · d7 vit torn · e7 vit bonde · f7 vit springare · g7 svart bonde · h7 svart bonde · c6 svart bonde · a5 svart bonde · f5 svart bonde · c4 vit drottning · g4 svart springare · a3 svart drottning · g3 vit bonde · a2 vit bonde · e2 vit bonde · f2 vit bonde · h2 vit bonde · g1 vit kung | e8 svart torn · h8 svart kung · c7 svart bonde · d7 vit torn · e7 vit bonde · f7 vit springare · g7 svart bonde · h7 svart bonde · c6 svart bonde · a5 svart bonde · f5 svart bonde · c4 vit drottning · g4 svart springare · a3 svart drottning · g3 vit bonde · a2 vit bonde · e2 vit bonde · f2 vit bonde · h2 vit bonde · g1 vit kung | e8 svart torn · h8 svart kung · c7 svart bonde · d7 vit torn · e7 vit bonde · f7 vit springare · g7 svart bonde · h7 svart bonde · c6 svart bonde · a5 svart bonde · f5 svart bonde · c4 vit drottning · g4 svart springare · a3 svart drottning · g3 vit bonde · a2 vit bonde · e2 vit bonde · f2 vit bonde · h2 vit bonde · g1 vit kung | e8 svart torn · h8 svart kung · c7 svart bonde · d7 vit torn · e7 vit bonde · f7 vit springare · g7 svart bonde · h7 svart bonde · c6 svart bonde · a5 svart bonde · f5 svart bonde · c4 vit drottning · g4 svart springare · a3 svart drottning · g3 vit bonde · a2 vit bonde · e2 vit bonde · f2 vit bonde · h2 vit bonde · g1 vit kung | e8 svart torn · h8 svart kung · c7 svart bonde · d7 vit torn · e7 vit bonde · f7 vit springare · g7 svart bonde · h7 svart bonde · c6 svart bonde · a5 svart bonde · f5 svart bonde · c4 vit drottning · g4 svart springare · a3 svart drottning · g3 vit bonde · a2 vit bonde · e2 vit bonde · f2 vit bonde · h2 vit bonde · g1 vit kung | e8 svart torn · h8 svart kung · c7 svart bonde · d7 vit torn · e7 vit bonde · f7 vit springare · g7 svart bonde · h7 svart bonde · c6 svart bonde · a5 svart bonde · f5 svart bonde · c4 vit drottning · g4 svart springare · a3 svart drottning · g3 vit bonde · a2 vit bonde · e2 vit bonde · f2 vit bonde · h2 vit bonde · g1 vit kung | e8 svart torn · h8 svart kung · c7 svart bonde · d7 vit torn · e7 vit bonde · f7 vit springare · g7 svart bonde · h7 svart bonde · c6 svart bonde · a5 svart bonde · f5 svart bonde · c4 vit drottning · g4 svart springare · a3 svart drottning · g3 vit bonde · a2 vit bonde · e2 vit bonde · f2 vit bonde · h2 vit bonde · g1 vit kung | 1 |
|   | a | b | c | d | e | f | g | h |   |

|   | a | b | c | d | e | f | g | h |   |
| 8 | e8 svart torn · g8 svart kung · c7 svart bonde · d7 vit torn · e7 vit bonde · g7 svart bonde · h7 svart bonde · c6 svart bonde · h6 vit springare · a5 svart bonde · f5 svart bonde · c4 vit drottning · g4 svart springare · a3 svart drottning · g3 vit bonde · a2 vit bonde · e2 vit bonde · f2 vit bonde · h2 vit bonde · g1 vit kung | e8 svart torn · g8 svart kung · c7 svart bonde · d7 vit torn · e7 vit bonde · g7 svart bonde · h7 svart bonde · c6 svart bonde · h6 vit springare · a5 svart bonde · f5 svart bonde · c4 vit drottning · g4 svart springare · a3 svart drottning · g3 vit bonde · a2 vit bonde · e2 vit bonde · f2 vit bonde · h2 vit bonde · g1 vit kung | e8 svart torn · g8 svart kung · c7 svart bonde · d7 vit torn · e7 vit bonde · g7 svart bonde · h7 svart bonde · c6 svart bonde · h6 vit springare · a5 svart bonde · f5 svart bonde · c4 vit drottning · g4 svart springare · a3 svart drottning · g3 vit bonde · a2 vit bonde · e2 vit bonde · f2 vit bonde · h2 vit bonde · g1 vit kung | e8 svart torn · g8 svart kung · c7 svart bonde · d7 vit torn · e7 vit bonde · g7 svart bonde · h7 svart bonde · c6 svart bonde · h6 vit springare · a5 svart bonde · f5 svart bonde · c4 vit drottning · g4 svart springare · a3 svart drottning · g3 vit bonde · a2 vit bonde · e2 vit bonde · f2 vit bonde · h2 vit bonde · g1 vit kung | e8 svart torn · g8 svart kung · c7 svart bonde · d7 vit torn · e7 vit bonde · g7 svart bonde · h7 svart bonde · c6 svart bonde · h6 vit springare · a5 svart bonde · f5 svart bonde · c4 vit drottning · g4 svart springare · a3 svart drottning · g3 vit bonde · a2 vit bonde · e2 vit bonde · f2 vit bonde · h2 vit bonde · g1 vit kung | e8 svart torn · g8 svart kung · c7 svart bonde · d7 vit torn · e7 vit bonde · g7 svart bonde · h7 svart bonde · c6 svart bonde · h6 vit springare · a5 svart bonde · f5 svart bonde · c4 vit drottning · g4 svart springare · a3 svart drottning · g3 vit bonde · a2 vit bonde · e2 vit bonde · f2 vit bonde · h2 vit bonde · g1 vit kung | e8 svart torn · g8 svart kung · c7 svart bonde · d7 vit torn · e7 vit bonde · g7 svart bonde · h7 svart bonde · c6 svart bonde · h6 vit springare · a5 svart bonde · f5 svart bonde · c4 vit drottning · g4 svart springare · a3 svart drottning · g3 vit bonde · a2 vit bonde · e2 vit bonde · f2 vit bonde · h2 vit bonde · g1 vit kung | e8 svart torn · g8 svart kung · c7 svart bonde · d7 vit torn · e7 vit bonde · g7 svart bonde · h7 svart bonde · c6 svart bonde · h6 vit springare · a5 svart bonde · f5 svart bonde · c4 vit drottning · g4 svart springare · a3 svart drottning · g3 vit bonde · a2 vit bonde · e2 vit bonde · f2 vit bonde · h2 vit bonde · g1 vit kung | 8 |
| 7 | e8 svart torn · g8 svart kung · c7 svart bonde · d7 vit torn · e7 vit bonde · g7 svart bonde · h7 svart bonde · c6 svart bonde · h6 vit springare · a5 svart bonde · f5 svart bonde · c4 vit drottning · g4 svart springare · a3 svart drottning · g3 vit bonde · a2 vit bonde · e2 vit bonde · f2 vit bonde · h2 vit bonde · g1 vit kung | e8 svart torn · g8 svart kung · c7 svart bonde · d7 vit torn · e7 vit bonde · g7 svart bonde · h7 svart bonde · c6 svart bonde · h6 vit springare · a5 svart bonde · f5 svart bonde · c4 vit drottning · g4 svart springare · a3 svart drottning · g3 vit bonde · a2 vit bonde · e2 vit bonde · f2 vit bonde · h2 vit bonde · g1 vit kung | e8 svart torn · g8 svart kung · c7 svart bonde · d7 vit torn · e7 vit bonde · g7 svart bonde · h7 svart bonde · c6 svart bonde · h6 vit springare · a5 svart bonde · f5 svart bonde · c4 vit drottning · g4 svart springare · a3 svart drottning · g3 vit bonde · a2 vit bonde · e2 vit bonde · f2 vit bonde · h2 vit bonde · g1 vit kung | e8 svart torn · g8 svart kung · c7 svart bonde · d7 vit torn · e7 vit bonde · g7 svart bonde · h7 svart bonde · c6 svart bonde · h6 vit springare · a5 svart bonde · f5 svart bonde · c4 vit drottning · g4 svart springare · a3 svart drottning · g3 vit bonde · a2 vit bonde · e2 vit bonde · f2 vit bonde · h2 vit bonde · g1 vit kung | e8 svart torn · g8 svart kung · c7 svart bonde · d7 vit torn · e7 vit bonde · g7 svart bonde · h7 svart bonde · c6 svart bonde · h6 vit springare · a5 svart bonde · f5 svart bonde · c4 vit drottning · g4 svart springare · a3 svart drottning · g3 vit bonde · a2 vit bonde · e2 vit bonde · f2 vit bonde · h2 vit bonde · g1 vit kung | e8 svart torn · g8 svart kung · c7 svart bonde · d7 vit torn · e7 vit bonde · g7 svart bonde · h7 svart bonde · c6 svart bonde · h6 vit springare · a5 svart bonde · f5 svart bonde · c4 vit drottning · g4 svart springare · a3 svart drottning · g3 vit bonde · a2 vit bonde · e2 vit bonde · f2 vit bonde · h2 vit bonde · g1 vit kung | e8 svart torn · g8 svart kung · c7 svart bonde · d7 vit torn · e7 vit bonde · g7 svart bonde · h7 svart bonde · c6 svart bonde · h6 vit springare · a5 svart bonde · f5 svart bonde · c4 vit drottning · g4 svart springare · a3 svart drottning · g3 vit bonde · a2 vit bonde · e2 vit bonde · f2 vit bonde · h2 vit bonde · g1 vit kung | e8 svart torn · g8 svart kung · c7 svart bonde · d7 vit torn · e7 vit bonde · g7 svart bonde · h7 svart bonde · c6 svart bonde · h6 vit springare · a5 svart bonde · f5 svart bonde · c4 vit drottning · g4 svart springare · a3 svart drottning · g3 vit bonde · a2 vit bonde · e2 vit bonde · f2 vit bonde · h2 vit bonde · g1 vit kung | 7 |
| 6 | e8 svart torn · g8 svart kung · c7 svart bonde · d7 vit torn · e7 vit bonde · g7 svart bonde · h7 svart bonde · c6 svart bonde · h6 vit springare · a5 svart bonde · f5 svart bonde · c4 vit drottning · g4 svart springare · a3 svart drottning · g3 vit bonde · a2 vit bonde · e2 vit bonde · f2 vit bonde · h2 vit bonde · g1 vit kung | e8 svart torn · g8 svart kung · c7 svart bonde · d7 vit torn · e7 vit bonde · g7 svart bonde · h7 svart bonde · c6 svart bonde · h6 vit springare · a5 svart bonde · f5 svart bonde · c4 vit drottning · g4 svart springare · a3 svart drottning · g3 vit bonde · a2 vit bonde · e2 vit bonde · f2 vit bonde · h2 vit bonde · g1 vit kung | e8 svart torn · g8 svart kung · c7 svart bonde · d7 vit torn · e7 vit bonde · g7 svart bonde · h7 svart bonde · c6 svart bonde · h6 vit springare · a5 svart bonde · f5 svart bonde · c4 vit drottning · g4 svart springare · a3 svart drottning · g3 vit bonde · a2 vit bonde · e2 vit bonde · f2 vit bonde · h2 vit bonde · g1 vit kung | e8 svart torn · g8 svart kung · c7 svart bonde · d7 vit torn · e7 vit bonde · g7 svart bonde · h7 svart bonde · c6 svart bonde · h6 vit springare · a5 svart bonde · f5 svart bonde · c4 vit drottning · g4 svart springare · a3 svart drottning · g3 vit bonde · a2 vit bonde · e2 vit bonde · f2 vit bonde · h2 vit bonde · g1 vit kung | e8 svart torn · g8 svart kung · c7 svart bonde · d7 vit torn · e7 vit bonde · g7 svart bonde · h7 svart bonde · c6 svart bonde · h6 vit springare · a5 svart bonde · f5 svart bonde · c4 vit drottning · g4 svart springare · a3 svart drottning · g3 vit bonde · a2 vit bonde · e2 vit bonde · f2 vit bonde · h2 vit bonde · g1 vit kung | e8 svart torn · g8 svart kung · c7 svart bonde · d7 vit torn · e7 vit bonde · g7 svart bonde · h7 svart bonde · c6 svart bonde · h6 vit springare · a5 svart bonde · f5 svart bonde · c4 vit drottning · g4 svart springare · a3 svart drottning · g3 vit bonde · a2 vit bonde · e2 vit bonde · f2 vit bonde · h2 vit bonde · g1 vit kung | e8 svart torn · g8 svart kung · c7 svart bonde · d7 vit torn · e7 vit bonde · g7 svart bonde · h7 svart bonde · c6 svart bonde · h6 vit springare · a5 svart bonde · f5 svart bonde · c4 vit drottning · g4 svart springare · a3 svart drottning · g3 vit bonde · a2 vit bonde · e2 vit bonde · f2 vit bonde · h2 vit bonde · g1 vit kung | e8 svart torn · g8 svart kung · c7 svart bonde · d7 vit torn · e7 vit bonde · g7 svart bonde · h7 svart bonde · c6 svart bonde · h6 vit springare · a5 svart bonde · f5 svart bonde · c4 vit drottning · g4 svart springare · a3 svart drottning · g3 vit bonde · a2 vit bonde · e2 vit bonde · f2 vit bonde · h2 vit bonde · g1 vit kung | 6 |
| 5 | e8 svart torn · g8 svart kung · c7 svart bonde · d7 vit torn · e7 vit bonde · g7 svart bonde · h7 svart bonde · c6 svart bonde · h6 vit springare · a5 svart bonde · f5 svart bonde · c4 vit drottning · g4 svart springare · a3 svart drottning · g3 vit bonde · a2 vit bonde · e2 vit bonde · f2 vit bonde · h2 vit bonde · g1 vit kung | e8 svart torn · g8 svart kung · c7 svart bonde · d7 vit torn · e7 vit bonde · g7 svart bonde · h7 svart bonde · c6 svart bonde · h6 vit springare · a5 svart bonde · f5 svart bonde · c4 vit drottning · g4 svart springare · a3 svart drottning · g3 vit bonde · a2 vit bonde · e2 vit bonde · f2 vit bonde · h2 vit bonde · g1 vit kung | e8 svart torn · g8 svart kung · c7 svart bonde · d7 vit torn · e7 vit bonde · g7 svart bonde · h7 svart bonde · c6 svart bonde · h6 vit springare · a5 svart bonde · f5 svart bonde · c4 vit drottning · g4 svart springare · a3 svart drottning · g3 vit bonde · a2 vit bonde · e2 vit bonde · f2 vit bonde · h2 vit bonde · g1 vit kung | e8 svart torn · g8 svart kung · c7 svart bonde · d7 vit torn · e7 vit bonde · g7 svart bonde · h7 svart bonde · c6 svart bonde · h6 vit springare · a5 svart bonde · f5 svart bonde · c4 vit drottning · g4 svart springare · a3 svart drottning · g3 vit bonde · a2 vit bonde · e2 vit bonde · f2 vit bonde · h2 vit bonde · g1 vit kung | e8 svart torn · g8 svart kung · c7 svart bonde · d7 vit torn · e7 vit bonde · g7 svart bonde · h7 svart bonde · c6 svart bonde · h6 vit springare · a5 svart bonde · f5 svart bonde · c4 vit drottning · g4 svart springare · a3 svart drottning · g3 vit bonde · a2 vit bonde · e2 vit bonde · f2 vit bonde · h2 vit bonde · g1 vit kung | e8 svart torn · g8 svart kung · c7 svart bonde · d7 vit torn · e7 vit bonde · g7 svart bonde · h7 svart bonde · c6 svart bonde · h6 vit springare · a5 svart bonde · f5 svart bonde · c4 vit drottning · g4 svart springare · a3 svart drottning · g3 vit bonde · a2 vit bonde · e2 vit bonde · f2 vit bonde · h2 vit bonde · g1 vit kung | e8 svart torn · g8 svart kung · c7 svart bonde · d7 vit torn · e7 vit bonde · g7 svart bonde · h7 svart bonde · c6 svart bonde · h6 vit springare · a5 svart bonde · f5 svart bonde · c4 vit drottning · g4 svart springare · a3 svart drottning · g3 vit bonde · a2 vit bonde · e2 vit bonde · f2 vit bonde · h2 vit bonde · g1 vit kung | e8 svart torn · g8 svart kung · c7 svart bonde · d7 vit torn · e7 vit bonde · g7 svart bonde · h7 svart bonde · c6 svart bonde · h6 vit springare · a5 svart bonde · f5 svart bonde · c4 vit drottning · g4 svart springare · a3 svart drottning · g3 vit bonde · a2 vit bonde · e2 vit bonde · f2 vit bonde · h2 vit bonde · g1 vit kung | 5 |
| 4 | e8 svart torn · g8 svart kung · c7 svart bonde · d7 vit torn · e7 vit bonde · g7 svart bonde · h7 svart bonde · c6 svart bonde · h6 vit springare · a5 svart bonde · f5 svart bonde · c4 vit drottning · g4 svart springare · a3 svart drottning · g3 vit bonde · a2 vit bonde · e2 vit bonde · f2 vit bonde · h2 vit bonde · g1 vit kung | e8 svart torn · g8 svart kung · c7 svart bonde · d7 vit torn · e7 vit bonde · g7 svart bonde · h7 svart bonde · c6 svart bonde · h6 vit springare · a5 svart bonde · f5 svart bonde · c4 vit drottning · g4 svart springare · a3 svart drottning · g3 vit bonde · a2 vit bonde · e2 vit bonde · f2 vit bonde · h2 vit bonde · g1 vit kung | e8 svart torn · g8 svart kung · c7 svart bonde · d7 vit torn · e7 vit bonde · g7 svart bonde · h7 svart bonde · c6 svart bonde · h6 vit springare · a5 svart bonde · f5 svart bonde · c4 vit drottning · g4 svart springare · a3 svart drottning · g3 vit bonde · a2 vit bonde · e2 vit bonde · f2 vit bonde · h2 vit bonde · g1 vit kung | e8 svart torn · g8 svart kung · c7 svart bonde · d7 vit torn · e7 vit bonde · g7 svart bonde · h7 svart bonde · c6 svart bonde · h6 vit springare · a5 svart bonde · f5 svart bonde · c4 vit drottning · g4 svart springare · a3 svart drottning · g3 vit bonde · a2 vit bonde · e2 vit bonde · f2 vit bonde · h2 vit bonde · g1 vit kung | e8 svart torn · g8 svart kung · c7 svart bonde · d7 vit torn · e7 vit bonde · g7 svart bonde · h7 svart bonde · c6 svart bonde · h6 vit springare · a5 svart bonde · f5 svart bonde · c4 vit drottning · g4 svart springare · a3 svart drottning · g3 vit bonde · a2 vit bonde · e2 vit bonde · f2 vit bonde · h2 vit bonde · g1 vit kung | e8 svart torn · g8 svart kung · c7 svart bonde · d7 vit torn · e7 vit bonde · g7 svart bonde · h7 svart bonde · c6 svart bonde · h6 vit springare · a5 svart bonde · f5 svart bonde · c4 vit drottning · g4 svart springare · a3 svart drottning · g3 vit bonde · a2 vit bonde · e2 vit bonde · f2 vit bonde · h2 vit bonde · g1 vit kung | e8 svart torn · g8 svart kung · c7 svart bonde · d7 vit torn · e7 vit bonde · g7 svart bonde · h7 svart bonde · c6 svart bonde · h6 vit springare · a5 svart bonde · f5 svart bonde · c4 vit drottning · g4 svart springare · a3 svart drottning · g3 vit bonde · a2 vit bonde · e2 vit bonde · f2 vit bonde · h2 vit bonde · g1 vit kung | e8 svart torn · g8 svart kung · c7 svart bonde · d7 vit torn · e7 vit bonde · g7 svart bonde · h7 svart bonde · c6 svart bonde · h6 vit springare · a5 svart bonde · f5 svart bonde · c4 vit drottning · g4 svart springare · a3 svart drottning · g3 vit bonde · a2 vit bonde · e2 vit bonde · f2 vit bonde · h2 vit bonde · g1 vit kung | 4 |
| 3 | e8 svart torn · g8 svart kung · c7 svart bonde · d7 vit torn · e7 vit bonde · g7 svart bonde · h7 svart bonde · c6 svart bonde · h6 vit springare · a5 svart bonde · f5 svart bonde · c4 vit drottning · g4 svart springare · a3 svart drottning · g3 vit bonde · a2 vit bonde · e2 vit bonde · f2 vit bonde · h2 vit bonde · g1 vit kung | e8 svart torn · g8 svart kung · c7 svart bonde · d7 vit torn · e7 vit bonde · g7 svart bonde · h7 svart bonde · c6 svart bonde · h6 vit springare · a5 svart bonde · f5 svart bonde · c4 vit drottning · g4 svart springare · a3 svart drottning · g3 vit bonde · a2 vit bonde · e2 vit bonde · f2 vit bonde · h2 vit bonde · g1 vit kung | e8 svart torn · g8 svart kung · c7 svart bonde · d7 vit torn · e7 vit bonde · g7 svart bonde · h7 svart bonde · c6 svart bonde · h6 vit springare · a5 svart bonde · f5 svart bonde · c4 vit drottning · g4 svart springare · a3 svart drottning · g3 vit bonde · a2 vit bonde · e2 vit bonde · f2 vit bonde · h2 vit bonde · g1 vit kung | e8 svart torn · g8 svart kung · c7 svart bonde · d7 vit torn · e7 vit bonde · g7 svart bonde · h7 svart bonde · c6 svart bonde · h6 vit springare · a5 svart bonde · f5 svart bonde · c4 vit drottning · g4 svart springare · a3 svart drottning · g3 vit bonde · a2 vit bonde · e2 vit bonde · f2 vit bonde · h2 vit bonde · g1 vit kung | e8 svart torn · g8 svart kung · c7 svart bonde · d7 vit torn · e7 vit bonde · g7 svart bonde · h7 svart bonde · c6 svart bonde · h6 vit springare · a5 svart bonde · f5 svart bonde · c4 vit drottning · g4 svart springare · a3 svart drottning · g3 vit bonde · a2 vit bonde · e2 vit bonde · f2 vit bonde · h2 vit bonde · g1 vit kung | e8 svart torn · g8 svart kung · c7 svart bonde · d7 vit torn · e7 vit bonde · g7 svart bonde · h7 svart bonde · c6 svart bonde · h6 vit springare · a5 svart bonde · f5 svart bonde · c4 vit drottning · g4 svart springare · a3 svart drottning · g3 vit bonde · a2 vit bonde · e2 vit bonde · f2 vit bonde · h2 vit bonde · g1 vit kung | e8 svart torn · g8 svart kung · c7 svart bonde · d7 vit torn · e7 vit bonde · g7 svart bonde · h7 svart bonde · c6 svart bonde · h6 vit springare · a5 svart bonde · f5 svart bonde · c4 vit drottning · g4 svart springare · a3 svart drottning · g3 vit bonde · a2 vit bonde · e2 vit bonde · f2 vit bonde · h2 vit bonde · g1 vit kung | e8 svart torn · g8 svart kung · c7 svart bonde · d7 vit torn · e7 vit bonde · g7 svart bonde · h7 svart bonde · c6 svart bonde · h6 vit springare · a5 svart bonde · f5 svart bonde · c4 vit drottning · g4 svart springare · a3 svart drottning · g3 vit bonde · a2 vit bonde · e2 vit bonde · f2 vit bonde · h2 vit bonde · g1 vit kung | 3 |
| 2 | e8 svart torn · g8 svart kung · c7 svart bonde · d7 vit torn · e7 vit bonde · g7 svart bonde · h7 svart bonde · c6 svart bonde · h6 vit springare · a5 svart bonde · f5 svart bonde · c4 vit drottning · g4 svart springare · a3 svart drottning · g3 vit bonde · a2 vit bonde · e2 vit bonde · f2 vit bonde · h2 vit bonde · g1 vit kung | e8 svart torn · g8 svart kung · c7 svart bonde · d7 vit torn · e7 vit bonde · g7 svart bonde · h7 svart bonde · c6 svart bonde · h6 vit springare · a5 svart bonde · f5 svart bonde · c4 vit drottning · g4 svart springare · a3 svart drottning · g3 vit bonde · a2 vit bonde · e2 vit bonde · f2 vit bonde · h2 vit bonde · g1 vit kung | e8 svart torn · g8 svart kung · c7 svart bonde · d7 vit torn · e7 vit bonde · g7 svart bonde · h7 svart bonde · c6 svart bonde · h6 vit springare · a5 svart bonde · f5 svart bonde · c4 vit drottning · g4 svart springare · a3 svart drottning · g3 vit bonde · a2 vit bonde · e2 vit bonde · f2 vit bonde · h2 vit bonde · g1 vit kung | e8 svart torn · g8 svart kung · c7 svart bonde · d7 vit torn · e7 vit bonde · g7 svart bonde · h7 svart bonde · c6 svart bonde · h6 vit springare · a5 svart bonde · f5 svart bonde · c4 vit drottning · g4 svart springare · a3 svart drottning · g3 vit bonde · a2 vit bonde · e2 vit bonde · f2 vit bonde · h2 vit bonde · g1 vit kung | e8 svart torn · g8 svart kung · c7 svart bonde · d7 vit torn · e7 vit bonde · g7 svart bonde · h7 svart bonde · c6 svart bonde · h6 vit springare · a5 svart bonde · f5 svart bonde · c4 vit drottning · g4 svart springare · a3 svart drottning · g3 vit bonde · a2 vit bonde · e2 vit bonde · f2 vit bonde · h2 vit bonde · g1 vit kung | e8 svart torn · g8 svart kung · c7 svart bonde · d7 vit torn · e7 vit bonde · g7 svart bonde · h7 svart bonde · c6 svart bonde · h6 vit springare · a5 svart bonde · f5 svart bonde · c4 vit drottning · g4 svart springare · a3 svart drottning · g3 vit bonde · a2 vit bonde · e2 vit bonde · f2 vit bonde · h2 vit bonde · g1 vit kung | e8 svart torn · g8 svart kung · c7 svart bonde · d7 vit torn · e7 vit bonde · g7 svart bonde · h7 svart bonde · c6 svart bonde · h6 vit springare · a5 svart bonde · f5 svart bonde · c4 vit drottning · g4 svart springare · a3 svart drottning · g3 vit bonde · a2 vit bonde · e2 vit bonde · f2 vit bonde · h2 vit bonde · g1 vit kung | e8 svart torn · g8 svart kung · c7 svart bonde · d7 vit torn · e7 vit bonde · g7 svart bonde · h7 svart bonde · c6 svart bonde · h6 vit springare · a5 svart bonde · f5 svart bonde · c4 vit drottning · g4 svart springare · a3 svart drottning · g3 vit bonde · a2 vit bonde · e2 vit bonde · f2 vit bonde · h2 vit bonde · g1 vit kung | 2 |
| 1 | e8 svart torn · g8 svart kung · c7 svart bonde · d7 vit torn · e7 vit bonde · g7 svart bonde · h7 svart bonde · c6 svart bonde · h6 vit springare · a5 svart bonde · f5 svart bonde · c4 vit drottning · g4 svart springare · a3 svart drottning · g3 vit bonde · a2 vit bonde · e2 vit bonde · f2 vit bonde · h2 vit bonde · g1 vit kung | e8 svart torn · g8 svart kung · c7 svart bonde · d7 vit torn · e7 vit bonde · g7 svart bonde · h7 svart bonde · c6 svart bonde · h6 vit springare · a5 svart bonde · f5 svart bonde · c4 vit drottning · g4 svart springare · a3 svart drottning · g3 vit bonde · a2 vit bonde · e2 vit bonde · f2 vit bonde · h2 vit bonde · g1 vit kung | e8 svart torn · g8 svart kung · c7 svart bonde · d7 vit torn · e7 vit bonde · g7 svart bonde · h7 svart bonde · c6 svart bonde · h6 vit springare · a5 svart bonde · f5 svart bonde · c4 vit drottning · g4 svart springare · a3 svart drottning · g3 vit bonde · a2 vit bonde · e2 vit bonde · f2 vit bonde · h2 vit bonde · g1 vit kung | e8 svart torn · g8 svart kung · c7 svart bonde · d7 vit torn · e7 vit bonde · g7 svart bonde · h7 svart bonde · c6 svart bonde · h6 vit springare · a5 svart bonde · f5 svart bonde · c4 vit drottning · g4 svart springare · a3 svart drottning · g3 vit bonde · a2 vit bonde · e2 vit bonde · f2 vit bonde · h2 vit bonde · g1 vit kung | e8 svart torn · g8 svart kung · c7 svart bonde · d7 vit torn · e7 vit bonde · g7 svart bonde · h7 svart bonde · c6 svart bonde · h6 vit springare · a5 svart bonde · f5 svart bonde · c4 vit drottning · g4 svart springare · a3 svart drottning · g3 vit bonde · a2 vit bonde · e2 vit bonde · f2 vit bonde · h2 vit bonde · g1 vit kung | e8 svart torn · g8 svart kung · c7 svart bonde · d7 vit torn · e7 vit bonde · g7 svart bonde · h7 svart bonde · c6 svart bonde · h6 vit springare · a5 svart bonde · f5 svart bonde · c4 vit drottning · g4 svart springare · a3 svart drottning · g3 vit bonde · a2 vit bonde · e2 vit bonde · f2 vit bonde · h2 vit bonde · g1 vit kung | e8 svart torn · g8 svart kung · c7 svart bonde · d7 vit torn · e7 vit bonde · g7 svart bonde · h7 svart bonde · c6 svart bonde · h6 vit springare · a5 svart bonde · f5 svart bonde · c4 vit drottning · g4 svart springare · a3 svart drottning · g3 vit bonde · a2 vit bonde · e2 vit bonde · f2 vit bonde · h2 vit bonde · g1 vit kung | e8 svart torn · g8 svart kung · c7 svart bonde · d7 vit torn · e7 vit bonde · g7 svart bonde · h7 svart bonde · c6 svart bonde · h6 vit springare · a5 svart bonde · f5 svart bonde · c4 vit drottning · g4 svart springare · a3 svart drottning · g3 vit bonde · a2 vit bonde · e2 vit bonde · f2 vit bonde · h2 vit bonde · g1 vit kung | 1 |
|   | a | b | c | d | e | f | g | h |   |

|   | a | b | c | d | e | f | g | h |   |
| 8 | e8 svart torn · g8 vit drottning · h8 svart kung · c7 svart bonde · d7 vit torn · e7 vit bonde · g7 svart bonde · h7 svart bonde · c6 svart bonde · h6 vit springare · a5 svart bonde · f5 svart bonde · g4 svart springare · a3 svart drottning · g3 vit bonde · a2 vit bonde · e2 vit bonde · f2 vit bonde · h2 vit bonde · g1 vit kung | e8 svart torn · g8 vit drottning · h8 svart kung · c7 svart bonde · d7 vit torn · e7 vit bonde · g7 svart bonde · h7 svart bonde · c6 svart bonde · h6 vit springare · a5 svart bonde · f5 svart bonde · g4 svart springare · a3 svart drottning · g3 vit bonde · a2 vit bonde · e2 vit bonde · f2 vit bonde · h2 vit bonde · g1 vit kung | e8 svart torn · g8 vit drottning · h8 svart kung · c7 svart bonde · d7 vit torn · e7 vit bonde · g7 svart bonde · h7 svart bonde · c6 svart bonde · h6 vit springare · a5 svart bonde · f5 svart bonde · g4 svart springare · a3 svart drottning · g3 vit bonde · a2 vit bonde · e2 vit bonde · f2 vit bonde · h2 vit bonde · g1 vit kung | e8 svart torn · g8 vit drottning · h8 svart kung · c7 svart bonde · d7 vit torn · e7 vit bonde · g7 svart bonde · h7 svart bonde · c6 svart bonde · h6 vit springare · a5 svart bonde · f5 svart bonde · g4 svart springare · a3 svart drottning · g3 vit bonde · a2 vit bonde · e2 vit bonde · f2 vit bonde · h2 vit bonde · g1 vit kung | e8 svart torn · g8 vit drottning · h8 svart kung · c7 svart bonde · d7 vit torn · e7 vit bonde · g7 svart bonde · h7 svart bonde · c6 svart bonde · h6 vit springare · a5 svart bonde · f5 svart bonde · g4 svart springare · a3 svart drottning · g3 vit bonde · a2 vit bonde · e2 vit bonde · f2 vit bonde · h2 vit bonde · g1 vit kung | e8 svart torn · g8 vit drottning · h8 svart kung · c7 svart bonde · d7 vit torn · e7 vit bonde · g7 svart bonde · h7 svart bonde · c6 svart bonde · h6 vit springare · a5 svart bonde · f5 svart bonde · g4 svart springare · a3 svart drottning · g3 vit bonde · a2 vit bonde · e2 vit bonde · f2 vit bonde · h2 vit bonde · g1 vit kung | e8 svart torn · g8 vit drottning · h8 svart kung · c7 svart bonde · d7 vit torn · e7 vit bonde · g7 svart bonde · h7 svart bonde · c6 svart bonde · h6 vit springare · a5 svart bonde · f5 svart bonde · g4 svart springare · a3 svart drottning · g3 vit bonde · a2 vit bonde · e2 vit bonde · f2 vit bonde · h2 vit bonde · g1 vit kung | e8 svart torn · g8 vit drottning · h8 svart kung · c7 svart bonde · d7 vit torn · e7 vit bonde · g7 svart bonde · h7 svart bonde · c6 svart bonde · h6 vit springare · a5 svart bonde · f5 svart bonde · g4 svart springare · a3 svart drottning · g3 vit bonde · a2 vit bonde · e2 vit bonde · f2 vit bonde · h2 vit bonde · g1 vit kung | 8 |
| 7 | e8 svart torn · g8 vit drottning · h8 svart kung · c7 svart bonde · d7 vit torn · e7 vit bonde · g7 svart bonde · h7 svart bonde · c6 svart bonde · h6 vit springare · a5 svart bonde · f5 svart bonde · g4 svart springare · a3 svart drottning · g3 vit bonde · a2 vit bonde · e2 vit bonde · f2 vit bonde · h2 vit bonde · g1 vit kung | e8 svart torn · g8 vit drottning · h8 svart kung · c7 svart bonde · d7 vit torn · e7 vit bonde · g7 svart bonde · h7 svart bonde · c6 svart bonde · h6 vit springare · a5 svart bonde · f5 svart bonde · g4 svart springare · a3 svart drottning · g3 vit bonde · a2 vit bonde · e2 vit bonde · f2 vit bonde · h2 vit bonde · g1 vit kung | e8 svart torn · g8 vit drottning · h8 svart kung · c7 svart bonde · d7 vit torn · e7 vit bonde · g7 svart bonde · h7 svart bonde · c6 svart bonde · h6 vit springare · a5 svart bonde · f5 svart bonde · g4 svart springare · a3 svart drottning · g3 vit bonde · a2 vit bonde · e2 vit bonde · f2 vit bonde · h2 vit bonde · g1 vit kung | e8 svart torn · g8 vit drottning · h8 svart kung · c7 svart bonde · d7 vit torn · e7 vit bonde · g7 svart bonde · h7 svart bonde · c6 svart bonde · h6 vit springare · a5 svart bonde · f5 svart bonde · g4 svart springare · a3 svart drottning · g3 vit bonde · a2 vit bonde · e2 vit bonde · f2 vit bonde · h2 vit bonde · g1 vit kung | e8 svart torn · g8 vit drottning · h8 svart kung · c7 svart bonde · d7 vit torn · e7 vit bonde · g7 svart bonde · h7 svart bonde · c6 svart bonde · h6 vit springare · a5 svart bonde · f5 svart bonde · g4 svart springare · a3 svart drottning · g3 vit bonde · a2 vit bonde · e2 vit bonde · f2 vit bonde · h2 vit bonde · g1 vit kung | e8 svart torn · g8 vit drottning · h8 svart kung · c7 svart bonde · d7 vit torn · e7 vit bonde · g7 svart bonde · h7 svart bonde · c6 svart bonde · h6 vit springare · a5 svart bonde · f5 svart bonde · g4 svart springare · a3 svart drottning · g3 vit bonde · a2 vit bonde · e2 vit bonde · f2 vit bonde · h2 vit bonde · g1 vit kung | e8 svart torn · g8 vit drottning · h8 svart kung · c7 svart bonde · d7 vit torn · e7 vit bonde · g7 svart bonde · h7 svart bonde · c6 svart bonde · h6 vit springare · a5 svart bonde · f5 svart bonde · g4 svart springare · a3 svart drottning · g3 vit bonde · a2 vit bonde · e2 vit bonde · f2 vit bonde · h2 vit bonde · g1 vit kung | e8 svart torn · g8 vit drottning · h8 svart kung · c7 svart bonde · d7 vit torn · e7 vit bonde · g7 svart bonde · h7 svart bonde · c6 svart bonde · h6 vit springare · a5 svart bonde · f5 svart bonde · g4 svart springare · a3 svart drottning · g3 vit bonde · a2 vit bonde · e2 vit bonde · f2 vit bonde · h2 vit bonde · g1 vit kung | 7 |
| 6 | e8 svart torn · g8 vit drottning · h8 svart kung · c7 svart bonde · d7 vit torn · e7 vit bonde · g7 svart bonde · h7 svart bonde · c6 svart bonde · h6 vit springare · a5 svart bonde · f5 svart bonde · g4 svart springare · a3 svart drottning · g3 vit bonde · a2 vit bonde · e2 vit bonde · f2 vit bonde · h2 vit bonde · g1 vit kung | e8 svart torn · g8 vit drottning · h8 svart kung · c7 svart bonde · d7 vit torn · e7 vit bonde · g7 svart bonde · h7 svart bonde · c6 svart bonde · h6 vit springare · a5 svart bonde · f5 svart bonde · g4 svart springare · a3 svart drottning · g3 vit bonde · a2 vit bonde · e2 vit bonde · f2 vit bonde · h2 vit bonde · g1 vit kung | e8 svart torn · g8 vit drottning · h8 svart kung · c7 svart bonde · d7 vit torn · e7 vit bonde · g7 svart bonde · h7 svart bonde · c6 svart bonde · h6 vit springare · a5 svart bonde · f5 svart bonde · g4 svart springare · a3 svart drottning · g3 vit bonde · a2 vit bonde · e2 vit bonde · f2 vit bonde · h2 vit bonde · g1 vit kung | e8 svart torn · g8 vit drottning · h8 svart kung · c7 svart bonde · d7 vit torn · e7 vit bonde · g7 svart bonde · h7 svart bonde · c6 svart bonde · h6 vit springare · a5 svart bonde · f5 svart bonde · g4 svart springare · a3 svart drottning · g3 vit bonde · a2 vit bonde · e2 vit bonde · f2 vit bonde · h2 vit bonde · g1 vit kung | e8 svart torn · g8 vit drottning · h8 svart kung · c7 svart bonde · d7 vit torn · e7 vit bonde · g7 svart bonde · h7 svart bonde · c6 svart bonde · h6 vit springare · a5 svart bonde · f5 svart bonde · g4 svart springare · a3 svart drottning · g3 vit bonde · a2 vit bonde · e2 vit bonde · f2 vit bonde · h2 vit bonde · g1 vit kung | e8 svart torn · g8 vit drottning · h8 svart kung · c7 svart bonde · d7 vit torn · e7 vit bonde · g7 svart bonde · h7 svart bonde · c6 svart bonde · h6 vit springare · a5 svart bonde · f5 svart bonde · g4 svart springare · a3 svart drottning · g3 vit bonde · a2 vit bonde · e2 vit bonde · f2 vit bonde · h2 vit bonde · g1 vit kung | e8 svart torn · g8 vit drottning · h8 svart kung · c7 svart bonde · d7 vit torn · e7 vit bonde · g7 svart bonde · h7 svart bonde · c6 svart bonde · h6 vit springare · a5 svart bonde · f5 svart bonde · g4 svart springare · a3 svart drottning · g3 vit bonde · a2 vit bonde · e2 vit bonde · f2 vit bonde · h2 vit bonde · g1 vit kung | e8 svart torn · g8 vit drottning · h8 svart kung · c7 svart bonde · d7 vit torn · e7 vit bonde · g7 svart bonde · h7 svart bonde · c6 svart bonde · h6 vit springare · a5 svart bonde · f5 svart bonde · g4 svart springare · a3 svart drottning · g3 vit bonde · a2 vit bonde · e2 vit bonde · f2 vit bonde · h2 vit bonde · g1 vit kung | 6 |
| 5 | e8 svart torn · g8 vit drottning · h8 svart kung · c7 svart bonde · d7 vit torn · e7 vit bonde · g7 svart bonde · h7 svart bonde · c6 svart bonde · h6 vit springare · a5 svart bonde · f5 svart bonde · g4 svart springare · a3 svart drottning · g3 vit bonde · a2 vit bonde · e2 vit bonde · f2 vit bonde · h2 vit bonde · g1 vit kung | e8 svart torn · g8 vit drottning · h8 svart kung · c7 svart bonde · d7 vit torn · e7 vit bonde · g7 svart bonde · h7 svart bonde · c6 svart bonde · h6 vit springare · a5 svart bonde · f5 svart bonde · g4 svart springare · a3 svart drottning · g3 vit bonde · a2 vit bonde · e2 vit bonde · f2 vit bonde · h2 vit bonde · g1 vit kung | e8 svart torn · g8 vit drottning · h8 svart kung · c7 svart bonde · d7 vit torn · e7 vit bonde · g7 svart bonde · h7 svart bonde · c6 svart bonde · h6 vit springare · a5 svart bonde · f5 svart bonde · g4 svart springare · a3 svart drottning · g3 vit bonde · a2 vit bonde · e2 vit bonde · f2 vit bonde · h2 vit bonde · g1 vit kung | e8 svart torn · g8 vit drottning · h8 svart kung · c7 svart bonde · d7 vit torn · e7 vit bonde · g7 svart bonde · h7 svart bonde · c6 svart bonde · h6 vit springare · a5 svart bonde · f5 svart bonde · g4 svart springare · a3 svart drottning · g3 vit bonde · a2 vit bonde · e2 vit bonde · f2 vit bonde · h2 vit bonde · g1 vit kung | e8 svart torn · g8 vit drottning · h8 svart kung · c7 svart bonde · d7 vit torn · e7 vit bonde · g7 svart bonde · h7 svart bonde · c6 svart bonde · h6 vit springare · a5 svart bonde · f5 svart bonde · g4 svart springare · a3 svart drottning · g3 vit bonde · a2 vit bonde · e2 vit bonde · f2 vit bonde · h2 vit bonde · g1 vit kung | e8 svart torn · g8 vit drottning · h8 svart kung · c7 svart bonde · d7 vit torn · e7 vit bonde · g7 svart bonde · h7 svart bonde · c6 svart bonde · h6 vit springare · a5 svart bonde · f5 svart bonde · g4 svart springare · a3 svart drottning · g3 vit bonde · a2 vit bonde · e2 vit bonde · f2 vit bonde · h2 vit bonde · g1 vit kung | e8 svart torn · g8 vit drottning · h8 svart kung · c7 svart bonde · d7 vit torn · e7 vit bonde · g7 svart bonde · h7 svart bonde · c6 svart bonde · h6 vit springare · a5 svart bonde · f5 svart bonde · g4 svart springare · a3 svart drottning · g3 vit bonde · a2 vit bonde · e2 vit bonde · f2 vit bonde · h2 vit bonde · g1 vit kung | e8 svart torn · g8 vit drottning · h8 svart kung · c7 svart bonde · d7 vit torn · e7 vit bonde · g7 svart bonde · h7 svart bonde · c6 svart bonde · h6 vit springare · a5 svart bonde · f5 svart bonde · g4 svart springare · a3 svart drottning · g3 vit bonde · a2 vit bonde · e2 vit bonde · f2 vit bonde · h2 vit bonde · g1 vit kung | 5 |
| 4 | e8 svart torn · g8 vit drottning · h8 svart kung · c7 svart bonde · d7 vit torn · e7 vit bonde · g7 svart bonde · h7 svart bonde · c6 svart bonde · h6 vit springare · a5 svart bonde · f5 svart bonde · g4 svart springare · a3 svart drottning · g3 vit bonde · a2 vit bonde · e2 vit bonde · f2 vit bonde · h2 vit bonde · g1 vit kung | e8 svart torn · g8 vit drottning · h8 svart kung · c7 svart bonde · d7 vit torn · e7 vit bonde · g7 svart bonde · h7 svart bonde · c6 svart bonde · h6 vit springare · a5 svart bonde · f5 svart bonde · g4 svart springare · a3 svart drottning · g3 vit bonde · a2 vit bonde · e2 vit bonde · f2 vit bonde · h2 vit bonde · g1 vit kung | e8 svart torn · g8 vit drottning · h8 svart kung · c7 svart bonde · d7 vit torn · e7 vit bonde · g7 svart bonde · h7 svart bonde · c6 svart bonde · h6 vit springare · a5 svart bonde · f5 svart bonde · g4 svart springare · a3 svart drottning · g3 vit bonde · a2 vit bonde · e2 vit bonde · f2 vit bonde · h2 vit bonde · g1 vit kung | e8 svart torn · g8 vit drottning · h8 svart kung · c7 svart bonde · d7 vit torn · e7 vit bonde · g7 svart bonde · h7 svart bonde · c6 svart bonde · h6 vit springare · a5 svart bonde · f5 svart bonde · g4 svart springare · a3 svart drottning · g3 vit bonde · a2 vit bonde · e2 vit bonde · f2 vit bonde · h2 vit bonde · g1 vit kung | e8 svart torn · g8 vit drottning · h8 svart kung · c7 svart bonde · d7 vit torn · e7 vit bonde · g7 svart bonde · h7 svart bonde · c6 svart bonde · h6 vit springare · a5 svart bonde · f5 svart bonde · g4 svart springare · a3 svart drottning · g3 vit bonde · a2 vit bonde · e2 vit bonde · f2 vit bonde · h2 vit bonde · g1 vit kung | e8 svart torn · g8 vit drottning · h8 svart kung · c7 svart bonde · d7 vit torn · e7 vit bonde · g7 svart bonde · h7 svart bonde · c6 svart bonde · h6 vit springare · a5 svart bonde · f5 svart bonde · g4 svart springare · a3 svart drottning · g3 vit bonde · a2 vit bonde · e2 vit bonde · f2 vit bonde · h2 vit bonde · g1 vit kung | e8 svart torn · g8 vit drottning · h8 svart kung · c7 svart bonde · d7 vit torn · e7 vit bonde · g7 svart bonde · h7 svart bonde · c6 svart bonde · h6 vit springare · a5 svart bonde · f5 svart bonde · g4 svart springare · a3 svart drottning · g3 vit bonde · a2 vit bonde · e2 vit bonde · f2 vit bonde · h2 vit bonde · g1 vit kung | e8 svart torn · g8 vit drottning · h8 svart kung · c7 svart bonde · d7 vit torn · e7 vit bonde · g7 svart bonde · h7 svart bonde · c6 svart bonde · h6 vit springare · a5 svart bonde · f5 svart bonde · g4 svart springare · a3 svart drottning · g3 vit bonde · a2 vit bonde · e2 vit bonde · f2 vit bonde · h2 vit bonde · g1 vit kung | 4 |
| 3 | e8 svart torn · g8 vit drottning · h8 svart kung · c7 svart bonde · d7 vit torn · e7 vit bonde · g7 svart bonde · h7 svart bonde · c6 svart bonde · h6 vit springare · a5 svart bonde · f5 svart bonde · g4 svart springare · a3 svart drottning · g3 vit bonde · a2 vit bonde · e2 vit bonde · f2 vit bonde · h2 vit bonde · g1 vit kung | e8 svart torn · g8 vit drottning · h8 svart kung · c7 svart bonde · d7 vit torn · e7 vit bonde · g7 svart bonde · h7 svart bonde · c6 svart bonde · h6 vit springare · a5 svart bonde · f5 svart bonde · g4 svart springare · a3 svart drottning · g3 vit bonde · a2 vit bonde · e2 vit bonde · f2 vit bonde · h2 vit bonde · g1 vit kung | e8 svart torn · g8 vit drottning · h8 svart kung · c7 svart bonde · d7 vit torn · e7 vit bonde · g7 svart bonde · h7 svart bonde · c6 svart bonde · h6 vit springare · a5 svart bonde · f5 svart bonde · g4 svart springare · a3 svart drottning · g3 vit bonde · a2 vit bonde · e2 vit bonde · f2 vit bonde · h2 vit bonde · g1 vit kung | e8 svart torn · g8 vit drottning · h8 svart kung · c7 svart bonde · d7 vit torn · e7 vit bonde · g7 svart bonde · h7 svart bonde · c6 svart bonde · h6 vit springare · a5 svart bonde · f5 svart bonde · g4 svart springare · a3 svart drottning · g3 vit bonde · a2 vit bonde · e2 vit bonde · f2 vit bonde · h2 vit bonde · g1 vit kung | e8 svart torn · g8 vit drottning · h8 svart kung · c7 svart bonde · d7 vit torn · e7 vit bonde · g7 svart bonde · h7 svart bonde · c6 svart bonde · h6 vit springare · a5 svart bonde · f5 svart bonde · g4 svart springare · a3 svart drottning · g3 vit bonde · a2 vit bonde · e2 vit bonde · f2 vit bonde · h2 vit bonde · g1 vit kung | e8 svart torn · g8 vit drottning · h8 svart kung · c7 svart bonde · d7 vit torn · e7 vit bonde · g7 svart bonde · h7 svart bonde · c6 svart bonde · h6 vit springare · a5 svart bonde · f5 svart bonde · g4 svart springare · a3 svart drottning · g3 vit bonde · a2 vit bonde · e2 vit bonde · f2 vit bonde · h2 vit bonde · g1 vit kung | e8 svart torn · g8 vit drottning · h8 svart kung · c7 svart bonde · d7 vit torn · e7 vit bonde · g7 svart bonde · h7 svart bonde · c6 svart bonde · h6 vit springare · a5 svart bonde · f5 svart bonde · g4 svart springare · a3 svart drottning · g3 vit bonde · a2 vit bonde · e2 vit bonde · f2 vit bonde · h2 vit bonde · g1 vit kung | e8 svart torn · g8 vit drottning · h8 svart kung · c7 svart bonde · d7 vit torn · e7 vit bonde · g7 svart bonde · h7 svart bonde · c6 svart bonde · h6 vit springare · a5 svart bonde · f5 svart bonde · g4 svart springare · a3 svart drottning · g3 vit bonde · a2 vit bonde · e2 vit bonde · f2 vit bonde · h2 vit bonde · g1 vit kung | 3 |
| 2 | e8 svart torn · g8 vit drottning · h8 svart kung · c7 svart bonde · d7 vit torn · e7 vit bonde · g7 svart bonde · h7 svart bonde · c6 svart bonde · h6 vit springare · a5 svart bonde · f5 svart bonde · g4 svart springare · a3 svart drottning · g3 vit bonde · a2 vit bonde · e2 vit bonde · f2 vit bonde · h2 vit bonde · g1 vit kung | e8 svart torn · g8 vit drottning · h8 svart kung · c7 svart bonde · d7 vit torn · e7 vit bonde · g7 svart bonde · h7 svart bonde · c6 svart bonde · h6 vit springare · a5 svart bonde · f5 svart bonde · g4 svart springare · a3 svart drottning · g3 vit bonde · a2 vit bonde · e2 vit bonde · f2 vit bonde · h2 vit bonde · g1 vit kung | e8 svart torn · g8 vit drottning · h8 svart kung · c7 svart bonde · d7 vit torn · e7 vit bonde · g7 svart bonde · h7 svart bonde · c6 svart bonde · h6 vit springare · a5 svart bonde · f5 svart bonde · g4 svart springare · a3 svart drottning · g3 vit bonde · a2 vit bonde · e2 vit bonde · f2 vit bonde · h2 vit bonde · g1 vit kung | e8 svart torn · g8 vit drottning · h8 svart kung · c7 svart bonde · d7 vit torn · e7 vit bonde · g7 svart bonde · h7 svart bonde · c6 svart bonde · h6 vit springare · a5 svart bonde · f5 svart bonde · g4 svart springare · a3 svart drottning · g3 vit bonde · a2 vit bonde · e2 vit bonde · f2 vit bonde · h2 vit bonde · g1 vit kung | e8 svart torn · g8 vit drottning · h8 svart kung · c7 svart bonde · d7 vit torn · e7 vit bonde · g7 svart bonde · h7 svart bonde · c6 svart bonde · h6 vit springare · a5 svart bonde · f5 svart bonde · g4 svart springare · a3 svart drottning · g3 vit bonde · a2 vit bonde · e2 vit bonde · f2 vit bonde · h2 vit bonde · g1 vit kung | e8 svart torn · g8 vit drottning · h8 svart kung · c7 svart bonde · d7 vit torn · e7 vit bonde · g7 svart bonde · h7 svart bonde · c6 svart bonde · h6 vit springare · a5 svart bonde · f5 svart bonde · g4 svart springare · a3 svart drottning · g3 vit bonde · a2 vit bonde · e2 vit bonde · f2 vit bonde · h2 vit bonde · g1 vit kung | e8 svart torn · g8 vit drottning · h8 svart kung · c7 svart bonde · d7 vit torn · e7 vit bonde · g7 svart bonde · h7 svart bonde · c6 svart bonde · h6 vit springare · a5 svart bonde · f5 svart bonde · g4 svart springare · a3 svart drottning · g3 vit bonde · a2 vit bonde · e2 vit bonde · f2 vit bonde · h2 vit bonde · g1 vit kung | e8 svart torn · g8 vit drottning · h8 svart kung · c7 svart bonde · d7 vit torn · e7 vit bonde · g7 svart bonde · h7 svart bonde · c6 svart bonde · h6 vit springare · a5 svart bonde · f5 svart bonde · g4 svart springare · a3 svart drottning · g3 vit bonde · a2 vit bonde · e2 vit bonde · f2 vit bonde · h2 vit bonde · g1 vit kung | 2 |
| 1 | e8 svart torn · g8 vit drottning · h8 svart kung · c7 svart bonde · d7 vit torn · e7 vit bonde · g7 svart bonde · h7 svart bonde · c6 svart bonde · h6 vit springare · a5 svart bonde · f5 svart bonde · g4 svart springare · a3 svart drottning · g3 vit bonde · a2 vit bonde · e2 vit bonde · f2 vit bonde · h2 vit bonde · g1 vit kung | e8 svart torn · g8 vit drottning · h8 svart kung · c7 svart bonde · d7 vit torn · e7 vit bonde · g7 svart bonde · h7 svart bonde · c6 svart bonde · h6 vit springare · a5 svart bonde · f5 svart bonde · g4 svart springare · a3 svart drottning · g3 vit bonde · a2 vit bonde · e2 vit bonde · f2 vit bonde · h2 vit bonde · g1 vit kung | e8 svart torn · g8 vit drottning · h8 svart kung · c7 svart bonde · d7 vit torn · e7 vit bonde · g7 svart bonde · h7 svart bonde · c6 svart bonde · h6 vit springare · a5 svart bonde · f5 svart bonde · g4 svart springare · a3 svart drottning · g3 vit bonde · a2 vit bonde · e2 vit bonde · f2 vit bonde · h2 vit bonde · g1 vit kung | e8 svart torn · g8 vit drottning · h8 svart kung · c7 svart bonde · d7 vit torn · e7 vit bonde · g7 svart bonde · h7 svart bonde · c6 svart bonde · h6 vit springare · a5 svart bonde · f5 svart bonde · g4 svart springare · a3 svart drottning · g3 vit bonde · a2 vit bonde · e2 vit bonde · f2 vit bonde · h2 vit bonde · g1 vit kung | e8 svart torn · g8 vit drottning · h8 svart kung · c7 svart bonde · d7 vit torn · e7 vit bonde · g7 svart bonde · h7 svart bonde · c6 svart bonde · h6 vit springare · a5 svart bonde · f5 svart bonde · g4 svart springare · a3 svart drottning · g3 vit bonde · a2 vit bonde · e2 vit bonde · f2 vit bonde · h2 vit bonde · g1 vit kung | e8 svart torn · g8 vit drottning · h8 svart kung · c7 svart bonde · d7 vit torn · e7 vit bonde · g7 svart bonde · h7 svart bonde · c6 svart bonde · h6 vit springare · a5 svart bonde · f5 svart bonde · g4 svart springare · a3 svart drottning · g3 vit bonde · a2 vit bonde · e2 vit bonde · f2 vit bonde · h2 vit bonde · g1 vit kung | e8 svart torn · g8 vit drottning · h8 svart kung · c7 svart bonde · d7 vit torn · e7 vit bonde · g7 svart bonde · h7 svart bonde · c6 svart bonde · h6 vit springare · a5 svart bonde · f5 svart bonde · g4 svart springare · a3 svart drottning · g3 vit bonde · a2 vit bonde · e2 vit bonde · f2 vit bonde · h2 vit bonde · g1 vit kung | e8 svart torn · g8 vit drottning · h8 svart kung · c7 svart bonde · d7 vit torn · e7 vit bonde · g7 svart bonde · h7 svart bonde · c6 svart bonde · h6 vit springare · a5 svart bonde · f5 svart bonde · g4 svart springare · a3 svart drottning · g3 vit bonde · a2 vit bonde · e2 vit bonde · f2 vit bonde · h2 vit bonde · g1 vit kung | 1 |
|   | a | b | c | d | e | f | g | h |   |

|   | a | b | c | d | e | f | g | h |   |
| 8 | g8 svart torn · h8 svart kung · c7 svart bonde · d7 vit torn · e7 vit bonde · f7 vit springare · g7 svart bonde · h7 svart bonde · c6 svart bonde · a5 svart bonde · f5 svart bonde · g4 svart springare · a3 svart drottning · g3 vit bonde · a2 vit bonde · e2 vit bonde · f2 vit bonde · h2 vit bonde · g1 vit kung | g8 svart torn · h8 svart kung · c7 svart bonde · d7 vit torn · e7 vit bonde · f7 vit springare · g7 svart bonde · h7 svart bonde · c6 svart bonde · a5 svart bonde · f5 svart bonde · g4 svart springare · a3 svart drottning · g3 vit bonde · a2 vit bonde · e2 vit bonde · f2 vit bonde · h2 vit bonde · g1 vit kung | g8 svart torn · h8 svart kung · c7 svart bonde · d7 vit torn · e7 vit bonde · f7 vit springare · g7 svart bonde · h7 svart bonde · c6 svart bonde · a5 svart bonde · f5 svart bonde · g4 svart springare · a3 svart drottning · g3 vit bonde · a2 vit bonde · e2 vit bonde · f2 vit bonde · h2 vit bonde · g1 vit kung | g8 svart torn · h8 svart kung · c7 svart bonde · d7 vit torn · e7 vit bonde · f7 vit springare · g7 svart bonde · h7 svart bonde · c6 svart bonde · a5 svart bonde · f5 svart bonde · g4 svart springare · a3 svart drottning · g3 vit bonde · a2 vit bonde · e2 vit bonde · f2 vit bonde · h2 vit bonde · g1 vit kung | g8 svart torn · h8 svart kung · c7 svart bonde · d7 vit torn · e7 vit bonde · f7 vit springare · g7 svart bonde · h7 svart bonde · c6 svart bonde · a5 svart bonde · f5 svart bonde · g4 svart springare · a3 svart drottning · g3 vit bonde · a2 vit bonde · e2 vit bonde · f2 vit bonde · h2 vit bonde · g1 vit kung | g8 svart torn · h8 svart kung · c7 svart bonde · d7 vit torn · e7 vit bonde · f7 vit springare · g7 svart bonde · h7 svart bonde · c6 svart bonde · a5 svart bonde · f5 svart bonde · g4 svart springare · a3 svart drottning · g3 vit bonde · a2 vit bonde · e2 vit bonde · f2 vit bonde · h2 vit bonde · g1 vit kung | g8 svart torn · h8 svart kung · c7 svart bonde · d7 vit torn · e7 vit bonde · f7 vit springare · g7 svart bonde · h7 svart bonde · c6 svart bonde · a5 svart bonde · f5 svart bonde · g4 svart springare · a3 svart drottning · g3 vit bonde · a2 vit bonde · e2 vit bonde · f2 vit bonde · h2 vit bonde · g1 vit kung | g8 svart torn · h8 svart kung · c7 svart bonde · d7 vit torn · e7 vit bonde · f7 vit springare · g7 svart bonde · h7 svart bonde · c6 svart bonde · a5 svart bonde · f5 svart bonde · g4 svart springare · a3 svart drottning · g3 vit bonde · a2 vit bonde · e2 vit bonde · f2 vit bonde · h2 vit bonde · g1 vit kung | 8 |
| 7 | g8 svart torn · h8 svart kung · c7 svart bonde · d7 vit torn · e7 vit bonde · f7 vit springare · g7 svart bonde · h7 svart bonde · c6 svart bonde · a5 svart bonde · f5 svart bonde · g4 svart springare · a3 svart drottning · g3 vit bonde · a2 vit bonde · e2 vit bonde · f2 vit bonde · h2 vit bonde · g1 vit kung | g8 svart torn · h8 svart kung · c7 svart bonde · d7 vit torn · e7 vit bonde · f7 vit springare · g7 svart bonde · h7 svart bonde · c6 svart bonde · a5 svart bonde · f5 svart bonde · g4 svart springare · a3 svart drottning · g3 vit bonde · a2 vit bonde · e2 vit bonde · f2 vit bonde · h2 vit bonde · g1 vit kung | g8 svart torn · h8 svart kung · c7 svart bonde · d7 vit torn · e7 vit bonde · f7 vit springare · g7 svart bonde · h7 svart bonde · c6 svart bonde · a5 svart bonde · f5 svart bonde · g4 svart springare · a3 svart drottning · g3 vit bonde · a2 vit bonde · e2 vit bonde · f2 vit bonde · h2 vit bonde · g1 vit kung | g8 svart torn · h8 svart kung · c7 svart bonde · d7 vit torn · e7 vit bonde · f7 vit springare · g7 svart bonde · h7 svart bonde · c6 svart bonde · a5 svart bonde · f5 svart bonde · g4 svart springare · a3 svart drottning · g3 vit bonde · a2 vit bonde · e2 vit bonde · f2 vit bonde · h2 vit bonde · g1 vit kung | g8 svart torn · h8 svart kung · c7 svart bonde · d7 vit torn · e7 vit bonde · f7 vit springare · g7 svart bonde · h7 svart bonde · c6 svart bonde · a5 svart bonde · f5 svart bonde · g4 svart springare · a3 svart drottning · g3 vit bonde · a2 vit bonde · e2 vit bonde · f2 vit bonde · h2 vit bonde · g1 vit kung | g8 svart torn · h8 svart kung · c7 svart bonde · d7 vit torn · e7 vit bonde · f7 vit springare · g7 svart bonde · h7 svart bonde · c6 svart bonde · a5 svart bonde · f5 svart bonde · g4 svart springare · a3 svart drottning · g3 vit bonde · a2 vit bonde · e2 vit bonde · f2 vit bonde · h2 vit bonde · g1 vit kung | g8 svart torn · h8 svart kung · c7 svart bonde · d7 vit torn · e7 vit bonde · f7 vit springare · g7 svart bonde · h7 svart bonde · c6 svart bonde · a5 svart bonde · f5 svart bonde · g4 svart springare · a3 svart drottning · g3 vit bonde · a2 vit bonde · e2 vit bonde · f2 vit bonde · h2 vit bonde · g1 vit kung | g8 svart torn · h8 svart kung · c7 svart bonde · d7 vit torn · e7 vit bonde · f7 vit springare · g7 svart bonde · h7 svart bonde · c6 svart bonde · a5 svart bonde · f5 svart bonde · g4 svart springare · a3 svart drottning · g3 vit bonde · a2 vit bonde · e2 vit bonde · f2 vit bonde · h2 vit bonde · g1 vit kung | 7 |
| 6 | g8 svart torn · h8 svart kung · c7 svart bonde · d7 vit torn · e7 vit bonde · f7 vit springare · g7 svart bonde · h7 svart bonde · c6 svart bonde · a5 svart bonde · f5 svart bonde · g4 svart springare · a3 svart drottning · g3 vit bonde · a2 vit bonde · e2 vit bonde · f2 vit bonde · h2 vit bonde · g1 vit kung | g8 svart torn · h8 svart kung · c7 svart bonde · d7 vit torn · e7 vit bonde · f7 vit springare · g7 svart bonde · h7 svart bonde · c6 svart bonde · a5 svart bonde · f5 svart bonde · g4 svart springare · a3 svart drottning · g3 vit bonde · a2 vit bonde · e2 vit bonde · f2 vit bonde · h2 vit bonde · g1 vit kung | g8 svart torn · h8 svart kung · c7 svart bonde · d7 vit torn · e7 vit bonde · f7 vit springare · g7 svart bonde · h7 svart bonde · c6 svart bonde · a5 svart bonde · f5 svart bonde · g4 svart springare · a3 svart drottning · g3 vit bonde · a2 vit bonde · e2 vit bonde · f2 vit bonde · h2 vit bonde · g1 vit kung | g8 svart torn · h8 svart kung · c7 svart bonde · d7 vit torn · e7 vit bonde · f7 vit springare · g7 svart bonde · h7 svart bonde · c6 svart bonde · a5 svart bonde · f5 svart bonde · g4 svart springare · a3 svart drottning · g3 vit bonde · a2 vit bonde · e2 vit bonde · f2 vit bonde · h2 vit bonde · g1 vit kung | g8 svart torn · h8 svart kung · c7 svart bonde · d7 vit torn · e7 vit bonde · f7 vit springare · g7 svart bonde · h7 svart bonde · c6 svart bonde · a5 svart bonde · f5 svart bonde · g4 svart springare · a3 svart drottning · g3 vit bonde · a2 vit bonde · e2 vit bonde · f2 vit bonde · h2 vit bonde · g1 vit kung | g8 svart torn · h8 svart kung · c7 svart bonde · d7 vit torn · e7 vit bonde · f7 vit springare · g7 svart bonde · h7 svart bonde · c6 svart bonde · a5 svart bonde · f5 svart bonde · g4 svart springare · a3 svart drottning · g3 vit bonde · a2 vit bonde · e2 vit bonde · f2 vit bonde · h2 vit bonde · g1 vit kung | g8 svart torn · h8 svart kung · c7 svart bonde · d7 vit torn · e7 vit bonde · f7 vit springare · g7 svart bonde · h7 svart bonde · c6 svart bonde · a5 svart bonde · f5 svart bonde · g4 svart springare · a3 svart drottning · g3 vit bonde · a2 vit bonde · e2 vit bonde · f2 vit bonde · h2 vit bonde · g1 vit kung | g8 svart torn · h8 svart kung · c7 svart bonde · d7 vit torn · e7 vit bonde · f7 vit springare · g7 svart bonde · h7 svart bonde · c6 svart bonde · a5 svart bonde · f5 svart bonde · g4 svart springare · a3 svart drottning · g3 vit bonde · a2 vit bonde · e2 vit bonde · f2 vit bonde · h2 vit bonde · g1 vit kung | 6 |
| 5 | g8 svart torn · h8 svart kung · c7 svart bonde · d7 vit torn · e7 vit bonde · f7 vit springare · g7 svart bonde · h7 svart bonde · c6 svart bonde · a5 svart bonde · f5 svart bonde · g4 svart springare · a3 svart drottning · g3 vit bonde · a2 vit bonde · e2 vit bonde · f2 vit bonde · h2 vit bonde · g1 vit kung | g8 svart torn · h8 svart kung · c7 svart bonde · d7 vit torn · e7 vit bonde · f7 vit springare · g7 svart bonde · h7 svart bonde · c6 svart bonde · a5 svart bonde · f5 svart bonde · g4 svart springare · a3 svart drottning · g3 vit bonde · a2 vit bonde · e2 vit bonde · f2 vit bonde · h2 vit bonde · g1 vit kung | g8 svart torn · h8 svart kung · c7 svart bonde · d7 vit torn · e7 vit bonde · f7 vit springare · g7 svart bonde · h7 svart bonde · c6 svart bonde · a5 svart bonde · f5 svart bonde · g4 svart springare · a3 svart drottning · g3 vit bonde · a2 vit bonde · e2 vit bonde · f2 vit bonde · h2 vit bonde · g1 vit kung | g8 svart torn · h8 svart kung · c7 svart bonde · d7 vit torn · e7 vit bonde · f7 vit springare · g7 svart bonde · h7 svart bonde · c6 svart bonde · a5 svart bonde · f5 svart bonde · g4 svart springare · a3 svart drottning · g3 vit bonde · a2 vit bonde · e2 vit bonde · f2 vit bonde · h2 vit bonde · g1 vit kung | g8 svart torn · h8 svart kung · c7 svart bonde · d7 vit torn · e7 vit bonde · f7 vit springare · g7 svart bonde · h7 svart bonde · c6 svart bonde · a5 svart bonde · f5 svart bonde · g4 svart springare · a3 svart drottning · g3 vit bonde · a2 vit bonde · e2 vit bonde · f2 vit bonde · h2 vit bonde · g1 vit kung | g8 svart torn · h8 svart kung · c7 svart bonde · d7 vit torn · e7 vit bonde · f7 vit springare · g7 svart bonde · h7 svart bonde · c6 svart bonde · a5 svart bonde · f5 svart bonde · g4 svart springare · a3 svart drottning · g3 vit bonde · a2 vit bonde · e2 vit bonde · f2 vit bonde · h2 vit bonde · g1 vit kung | g8 svart torn · h8 svart kung · c7 svart bonde · d7 vit torn · e7 vit bonde · f7 vit springare · g7 svart bonde · h7 svart bonde · c6 svart bonde · a5 svart bonde · f5 svart bonde · g4 svart springare · a3 svart drottning · g3 vit bonde · a2 vit bonde · e2 vit bonde · f2 vit bonde · h2 vit bonde · g1 vit kung | g8 svart torn · h8 svart kung · c7 svart bonde · d7 vit torn · e7 vit bonde · f7 vit springare · g7 svart bonde · h7 svart bonde · c6 svart bonde · a5 svart bonde · f5 svart bonde · g4 svart springare · a3 svart drottning · g3 vit bonde · a2 vit bonde · e2 vit bonde · f2 vit bonde · h2 vit bonde · g1 vit kung | 5 |
| 4 | g8 svart torn · h8 svart kung · c7 svart bonde · d7 vit torn · e7 vit bonde · f7 vit springare · g7 svart bonde · h7 svart bonde · c6 svart bonde · a5 svart bonde · f5 svart bonde · g4 svart springare · a3 svart drottning · g3 vit bonde · a2 vit bonde · e2 vit bonde · f2 vit bonde · h2 vit bonde · g1 vit kung | g8 svart torn · h8 svart kung · c7 svart bonde · d7 vit torn · e7 vit bonde · f7 vit springare · g7 svart bonde · h7 svart bonde · c6 svart bonde · a5 svart bonde · f5 svart bonde · g4 svart springare · a3 svart drottning · g3 vit bonde · a2 vit bonde · e2 vit bonde · f2 vit bonde · h2 vit bonde · g1 vit kung | g8 svart torn · h8 svart kung · c7 svart bonde · d7 vit torn · e7 vit bonde · f7 vit springare · g7 svart bonde · h7 svart bonde · c6 svart bonde · a5 svart bonde · f5 svart bonde · g4 svart springare · a3 svart drottning · g3 vit bonde · a2 vit bonde · e2 vit bonde · f2 vit bonde · h2 vit bonde · g1 vit kung | g8 svart torn · h8 svart kung · c7 svart bonde · d7 vit torn · e7 vit bonde · f7 vit springare · g7 svart bonde · h7 svart bonde · c6 svart bonde · a5 svart bonde · f5 svart bonde · g4 svart springare · a3 svart drottning · g3 vit bonde · a2 vit bonde · e2 vit bonde · f2 vit bonde · h2 vit bonde · g1 vit kung | g8 svart torn · h8 svart kung · c7 svart bonde · d7 vit torn · e7 vit bonde · f7 vit springare · g7 svart bonde · h7 svart bonde · c6 svart bonde · a5 svart bonde · f5 svart bonde · g4 svart springare · a3 svart drottning · g3 vit bonde · a2 vit bonde · e2 vit bonde · f2 vit bonde · h2 vit bonde · g1 vit kung | g8 svart torn · h8 svart kung · c7 svart bonde · d7 vit torn · e7 vit bonde · f7 vit springare · g7 svart bonde · h7 svart bonde · c6 svart bonde · a5 svart bonde · f5 svart bonde · g4 svart springare · a3 svart drottning · g3 vit bonde · a2 vit bonde · e2 vit bonde · f2 vit bonde · h2 vit bonde · g1 vit kung | g8 svart torn · h8 svart kung · c7 svart bonde · d7 vit torn · e7 vit bonde · f7 vit springare · g7 svart bonde · h7 svart bonde · c6 svart bonde · a5 svart bonde · f5 svart bonde · g4 svart springare · a3 svart drottning · g3 vit bonde · a2 vit bonde · e2 vit bonde · f2 vit bonde · h2 vit bonde · g1 vit kung | g8 svart torn · h8 svart kung · c7 svart bonde · d7 vit torn · e7 vit bonde · f7 vit springare · g7 svart bonde · h7 svart bonde · c6 svart bonde · a5 svart bonde · f5 svart bonde · g4 svart springare · a3 svart drottning · g3 vit bonde · a2 vit bonde · e2 vit bonde · f2 vit bonde · h2 vit bonde · g1 vit kung | 4 |
| 3 | g8 svart torn · h8 svart kung · c7 svart bonde · d7 vit torn · e7 vit bonde · f7 vit springare · g7 svart bonde · h7 svart bonde · c6 svart bonde · a5 svart bonde · f5 svart bonde · g4 svart springare · a3 svart drottning · g3 vit bonde · a2 vit bonde · e2 vit bonde · f2 vit bonde · h2 vit bonde · g1 vit kung | g8 svart torn · h8 svart kung · c7 svart bonde · d7 vit torn · e7 vit bonde · f7 vit springare · g7 svart bonde · h7 svart bonde · c6 svart bonde · a5 svart bonde · f5 svart bonde · g4 svart springare · a3 svart drottning · g3 vit bonde · a2 vit bonde · e2 vit bonde · f2 vit bonde · h2 vit bonde · g1 vit kung | g8 svart torn · h8 svart kung · c7 svart bonde · d7 vit torn · e7 vit bonde · f7 vit springare · g7 svart bonde · h7 svart bonde · c6 svart bonde · a5 svart bonde · f5 svart bonde · g4 svart springare · a3 svart drottning · g3 vit bonde · a2 vit bonde · e2 vit bonde · f2 vit bonde · h2 vit bonde · g1 vit kung | g8 svart torn · h8 svart kung · c7 svart bonde · d7 vit torn · e7 vit bonde · f7 vit springare · g7 svart bonde · h7 svart bonde · c6 svart bonde · a5 svart bonde · f5 svart bonde · g4 svart springare · a3 svart drottning · g3 vit bonde · a2 vit bonde · e2 vit bonde · f2 vit bonde · h2 vit bonde · g1 vit kung | g8 svart torn · h8 svart kung · c7 svart bonde · d7 vit torn · e7 vit bonde · f7 vit springare · g7 svart bonde · h7 svart bonde · c6 svart bonde · a5 svart bonde · f5 svart bonde · g4 svart springare · a3 svart drottning · g3 vit bonde · a2 vit bonde · e2 vit bonde · f2 vit bonde · h2 vit bonde · g1 vit kung | g8 svart torn · h8 svart kung · c7 svart bonde · d7 vit torn · e7 vit bonde · f7 vit springare · g7 svart bonde · h7 svart bonde · c6 svart bonde · a5 svart bonde · f5 svart bonde · g4 svart springare · a3 svart drottning · g3 vit bonde · a2 vit bonde · e2 vit bonde · f2 vit bonde · h2 vit bonde · g1 vit kung | g8 svart torn · h8 svart kung · c7 svart bonde · d7 vit torn · e7 vit bonde · f7 vit springare · g7 svart bonde · h7 svart bonde · c6 svart bonde · a5 svart bonde · f5 svart bonde · g4 svart springare · a3 svart drottning · g3 vit bonde · a2 vit bonde · e2 vit bonde · f2 vit bonde · h2 vit bonde · g1 vit kung | g8 svart torn · h8 svart kung · c7 svart bonde · d7 vit torn · e7 vit bonde · f7 vit springare · g7 svart bonde · h7 svart bonde · c6 svart bonde · a5 svart bonde · f5 svart bonde · g4 svart springare · a3 svart drottning · g3 vit bonde · a2 vit bonde · e2 vit bonde · f2 vit bonde · h2 vit bonde · g1 vit kung | 3 |
| 2 | g8 svart torn · h8 svart kung · c7 svart bonde · d7 vit torn · e7 vit bonde · f7 vit springare · g7 svart bonde · h7 svart bonde · c6 svart bonde · a5 svart bonde · f5 svart bonde · g4 svart springare · a3 svart drottning · g3 vit bonde · a2 vit bonde · e2 vit bonde · f2 vit bonde · h2 vit bonde · g1 vit kung | g8 svart torn · h8 svart kung · c7 svart bonde · d7 vit torn · e7 vit bonde · f7 vit springare · g7 svart bonde · h7 svart bonde · c6 svart bonde · a5 svart bonde · f5 svart bonde · g4 svart springare · a3 svart drottning · g3 vit bonde · a2 vit bonde · e2 vit bonde · f2 vit bonde · h2 vit bonde · g1 vit kung | g8 svart torn · h8 svart kung · c7 svart bonde · d7 vit torn · e7 vit bonde · f7 vit springare · g7 svart bonde · h7 svart bonde · c6 svart bonde · a5 svart bonde · f5 svart bonde · g4 svart springare · a3 svart drottning · g3 vit bonde · a2 vit bonde · e2 vit bonde · f2 vit bonde · h2 vit bonde · g1 vit kung | g8 svart torn · h8 svart kung · c7 svart bonde · d7 vit torn · e7 vit bonde · f7 vit springare · g7 svart bonde · h7 svart bonde · c6 svart bonde · a5 svart bonde · f5 svart bonde · g4 svart springare · a3 svart drottning · g3 vit bonde · a2 vit bonde · e2 vit bonde · f2 vit bonde · h2 vit bonde · g1 vit kung | g8 svart torn · h8 svart kung · c7 svart bonde · d7 vit torn · e7 vit bonde · f7 vit springare · g7 svart bonde · h7 svart bonde · c6 svart bonde · a5 svart bonde · f5 svart bonde · g4 svart springare · a3 svart drottning · g3 vit bonde · a2 vit bonde · e2 vit bonde · f2 vit bonde · h2 vit bonde · g1 vit kung | g8 svart torn · h8 svart kung · c7 svart bonde · d7 vit torn · e7 vit bonde · f7 vit springare · g7 svart bonde · h7 svart bonde · c6 svart bonde · a5 svart bonde · f5 svart bonde · g4 svart springare · a3 svart drottning · g3 vit bonde · a2 vit bonde · e2 vit bonde · f2 vit bonde · h2 vit bonde · g1 vit kung | g8 svart torn · h8 svart kung · c7 svart bonde · d7 vit torn · e7 vit bonde · f7 vit springare · g7 svart bonde · h7 svart bonde · c6 svart bonde · a5 svart bonde · f5 svart bonde · g4 svart springare · a3 svart drottning · g3 vit bonde · a2 vit bonde · e2 vit bonde · f2 vit bonde · h2 vit bonde · g1 vit kung | g8 svart torn · h8 svart kung · c7 svart bonde · d7 vit torn · e7 vit bonde · f7 vit springare · g7 svart bonde · h7 svart bonde · c6 svart bonde · a5 svart bonde · f5 svart bonde · g4 svart springare · a3 svart drottning · g3 vit bonde · a2 vit bonde · e2 vit bonde · f2 vit bonde · h2 vit bonde · g1 vit kung | 2 |
| 1 | g8 svart torn · h8 svart kung · c7 svart bonde · d7 vit torn · e7 vit bonde · f7 vit springare · g7 svart bonde · h7 svart bonde · c6 svart bonde · a5 svart bonde · f5 svart bonde · g4 svart springare · a3 svart drottning · g3 vit bonde · a2 vit bonde · e2 vit bonde · f2 vit bonde · h2 vit bonde · g1 vit kung | g8 svart torn · h8 svart kung · c7 svart bonde · d7 vit torn · e7 vit bonde · f7 vit springare · g7 svart bonde · h7 svart bonde · c6 svart bonde · a5 svart bonde · f5 svart bonde · g4 svart springare · a3 svart drottning · g3 vit bonde · a2 vit bonde · e2 vit bonde · f2 vit bonde · h2 vit bonde · g1 vit kung | g8 svart torn · h8 svart kung · c7 svart bonde · d7 vit torn · e7 vit bonde · f7 vit springare · g7 svart bonde · h7 svart bonde · c6 svart bonde · a5 svart bonde · f5 svart bonde · g4 svart springare · a3 svart drottning · g3 vit bonde · a2 vit bonde · e2 vit bonde · f2 vit bonde · h2 vit bonde · g1 vit kung | g8 svart torn · h8 svart kung · c7 svart bonde · d7 vit torn · e7 vit bonde · f7 vit springare · g7 svart bonde · h7 svart bonde · c6 svart bonde · a5 svart bonde · f5 svart bonde · g4 svart springare · a3 svart drottning · g3 vit bonde · a2 vit bonde · e2 vit bonde · f2 vit bonde · h2 vit bonde · g1 vit kung | g8 svart torn · h8 svart kung · c7 svart bonde · d7 vit torn · e7 vit bonde · f7 vit springare · g7 svart bonde · h7 svart bonde · c6 svart bonde · a5 svart bonde · f5 svart bonde · g4 svart springare · a3 svart drottning · g3 vit bonde · a2 vit bonde · e2 vit bonde · f2 vit bonde · h2 vit bonde · g1 vit kung | g8 svart torn · h8 svart kung · c7 svart bonde · d7 vit torn · e7 vit bonde · f7 vit springare · g7 svart bonde · h7 svart bonde · c6 svart bonde · a5 svart bonde · f5 svart bonde · g4 svart springare · a3 svart drottning · g3 vit bonde · a2 vit bonde · e2 vit bonde · f2 vit bonde · h2 vit bonde · g1 vit kung | g8 svart torn · h8 svart kung · c7 svart bonde · d7 vit torn · e7 vit bonde · f7 vit springare · g7 svart bonde · h7 svart bonde · c6 svart bonde · a5 svart bonde · f5 svart bonde · g4 svart springare · a3 svart drottning · g3 vit bonde · a2 vit bonde · e2 vit bonde · f2 vit bonde · h2 vit bonde · g1 vit kung | g8 svart torn · h8 svart kung · c7 svart bonde · d7 vit torn · e7 vit bonde · f7 vit springare · g7 svart bonde · h7 svart bonde · c6 svart bonde · a5 svart bonde · f5 svart bonde · g4 svart springare · a3 svart drottning · g3 vit bonde · a2 vit bonde · e2 vit bonde · f2 vit bonde · h2 vit bonde · g1 vit kung | 1 |
|   | a | b | c | d | e | f | g | h |   |